# Ханты-Мансийский автономный округ — Югра
Ха́нты-Манси́йский автоно́мный о́круг — Югра́ (ХМАО — Югра) (хант. Хӑнты-Мансийской автономной округ — Югра) — субъект Российской Федерации. Территориально является частью Тюменской области.
Граничит с Ямало-Ненецким автономным округом, Красноярским краем, Тюменской, Томской, Свердловской областями и Республикой Коми.
Площадь — 534 801 км² (9-е место в России), население — 1 781 782 жителей (крупнейший показатель среди автономных округов России).
Административный центр — город Ханты-Мансийск, крупнейший город — Сургут.
Это основной нефтегазоносный регион России и один из крупнейших нефтедобывающих регионов мира. Ханты-Мансийский автономный округ занимает 3-е место в «рейтинге социально-экономического положения регионов России», а также 2-е место по размеру экономики в России (уступая лишь Москве).
Катойконим территории — югорчане, югорчанин, югорчанка.

## Этимология
Наименование округа связано с самоназванием двух основных групп северных народов — хантов и манси (в ХМАО есть менее многочисленные группы и других народов Крайнего Севера и Среднего Приобья).
Словом «Югра» в Средние века называли народы и земли за Северным Уралом. В наименование автономного округа это слово было включено в 2003 году.

## Физико-географическая характеристика

### Географическое положение
Ханты-Мансийский автономный округ — Югра занимает центральную часть Западно-Сибирской равнины, протянувшись с запада на восток почти на 1400 км — от Уральского хребта до Обско-Енисейского водораздела.
На севере Ханты-Мансийский автономный округ граничит с Ямало-Ненецким автономным округом, на востоке — с Красноярским краем, на юго-востоке — с Томской областью, на юге — с частью Тюменской области, не входящей в состав автономных округов, на юго-западе — со Свердловской областью, на западе — с Республикой Коми. С севера на юг округ простирается приблизительно на 800 км, располагаясь в промежутке между 58º30′ и 65º30′ северной широты. Протяжённость границ округа составляет 4750 км.

### Часовой пояс
Округ находится в часовой зоне МСК+2. Смещение применяемого времени относительно UTC составляет +5:00.

### Рельеф
Территория автономного округа представляет собой обширную слабо расчленённую равнину с абсолютными отметками высот, редко достигающими 200 м над уровнем моря. В западной части на территорию округа заходят отроги и хребты горной системы Северного и Приполярного Урала. Для этой местности характерен низко- и среднегорный рельеф (на Приполярном Урале — с чертами альпийского). Протяжённость горной области составляет 450 км при ширине 30—40 км. В пределах горной системы Приполярного Урала на границе с Республикой Коми находятся максимальные отметки абсолютных высот на территории Югры — до 1895 м (гора Народная).

### Гидрография
Основные реки — Обь и её левый приток Иртыш. Значительными реками округа являются притоки Оби (правые: Вах, Аган, Тромъёган, Лямин, Пим, Назым, Казым, и левые: Большой Юган, Большой Салым, Северная Сосьва), а также притоки Иртыша — реки Конда, Согом.
Крупнейшие озёра Югры — Кондинский Сор, Тормэмтор, Леушинский Туман, Пильтанлор, Турсунтский Туман, Итщитох, Сырковое и другие.

### Климат

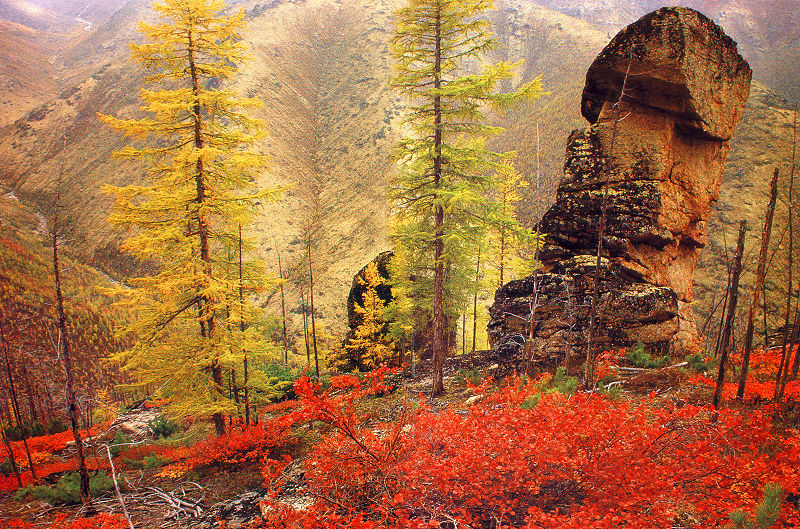
Осень в Югре (Приполярный Урал)

Климат округа — континентальный, характеризующийся быстрой сменой погодных условий, особенно в переходные периоды — от осени к зиме и от весны к лету. На формирование климата существенное влияние оказывают защищённость территории с запада Уральским хребтом и открытость территории с севера, способствующая проникновению холодных арктических масс. Зима холодная и продолжительная, с устойчивым снежным покровом; лето сравнительно тёплое и довольно короткое.
Средняя температура января по округу колеблется в пределах −18…−24 °C. Наиболее низкие температуры воздуха (до −62 °C) были зарегистрированы 20—21 декабря 2016 года на Большом Ольховском месторождении в Белоярском районе.
Летом преобладающее направление ветра — северное, в отличие от зимы, когда чаще наблюдается южный ветер. Годовое количество осадков — 400—620 мм.
Годовая продолжительность солнечного сияния по округу составляет 1600—1900 часов.
Белоярский и Берёзовский районы отнесены к районам Крайнего Севера постановлением Правительства РФ.

### Растительный и животный мир

#### Флора

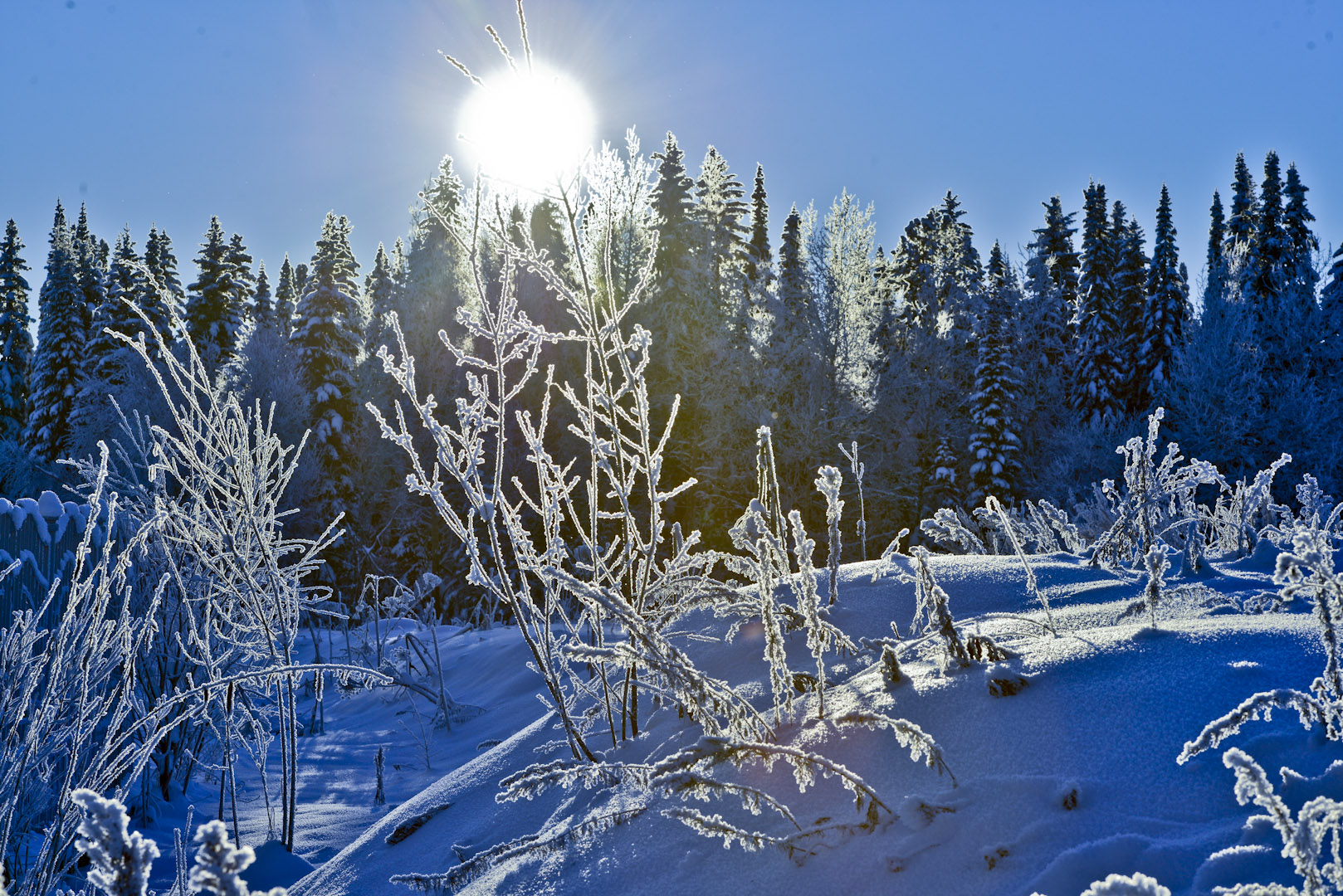
Зима в Югре

Флора Югры насчитывает свыше 800 видов высших растений. Территорию Югры относят к двум ботанико-географическим областям: Уральской горной и Западно-Сибирской равнинной. Основная часть расположена в пределах Западно-Сибирской равнинной ботанико-географической области, для которой характерно отчётливое зональное деление растительности. В пределах округа выделяются подзоны северной, средней и южной тайги, но практически вся территория округа расположена в пределах одной природной зоны — таёжных лесов. Большую часть территории занимает сильно заболоченная тайга. В северных районах на состав растительности большое влияние оказывает вечная мерзлота.
Растительность представлена сообществами лесов, болот, лугов, водоёмов, горных тундр. Лесистость территории округа составляет 52 %. Доминирует зона средней тайги. Она представлена темнохвойными, светлохвойными, мелколиственными и смешанными лесами. В них произрастают ель, кедр, лиственница, пихта, сосна. Сосновые леса сменяют темнохвойные при усилении заболачивания и на песчаных речных террасах, гривах и увалах, где образуют боры-беломошники. Сосняки-брусничники часто представляют собой вторичные леса на месте сгоревшей темнохвойной тайги. К поймам рек, низинам приурочена луговая растительность. В северных районах распространены лишайниковые сообщества, используемые в качестве оленьих пастбищ. Леса и болота богаты плодово-пищевыми видами растительности: клюквой, брусникой, черникой, голубикой, смородиной, морошкой, малиной, шиповником, черёмухой, рябиной.

#### Фауна
Фауна млекопитающих Югры довольно богата и представляет собой типичный таёжный комплекс, включающий примерно 50 видов, относящихся к шести отрядам.
Фауна позвоночных насчитывает 369 видов. Млекопитающие представлены 60 видами, 28 из которых являются промысловыми. Наиболее распространёнными и ценными в хозяйственном отношении являются: лисица, песец, белка, соболь, лесная куница, горностай, колонок, кабан, ласка, выдра, заяц-беляк, медведь, лось, волк и др. В Красную книгу России занесены европейская норка, росомаха и западносибирский речной бобр.
Орнитофауна округа представлена 256 видами птиц, включая 206 оседлых и гнездящихся видов. Наиболее многочисленны отряды воробинообразных, ржанкообразных и гусеобразных. Основу охотничьей фауны (48 видов) формируют гуси (серый и белолобый), глухари, тетерев-косач, рябчики, белая куропатка, утки (кряква, острохвост, свиязь, чернети, широконоска, чирки и т. д.), кулики (турухтан, улиты, мородунка, веретенники, кроншнепы, бекас, дупель, гаршнеп, вальдшнеп и т. д.). Из хищников особо следует отметить ястреба-тетеревятника, болотного луня, ушастую сову.
В реках и озёрах водится 42 вида рыб. Промысловыми из них являются только 19 — это стерлядь, пелядь (сырок), чир (щокур), сиг (пыжьян), сосьвинская сельдь (тугун), налим, щука, язь, плотва, лещ, елец, окунь, ёрш, золотой и серебряный карась. Видом, занесённым в Красную книгу, является осётр, редкими и нуждающимися в охране — таймень, муксун и нельма.

## История

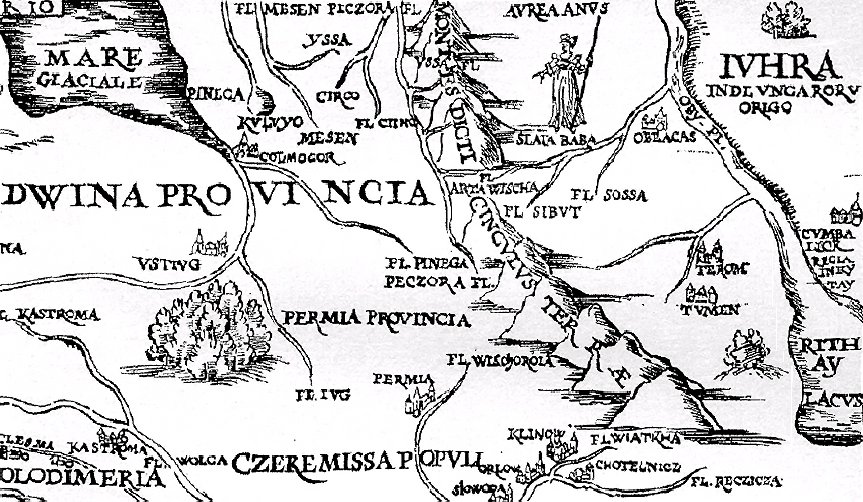
Югра (в латинской записи — Iuhra) на карте Сигизмунда фон Герберштейна 1549 года

### Формирование территории
Территория современной Югры — это место особой культуры и истории, истоки которой уходят во времена позднего Ледникового периода. Формирование геологического ландшафта произошло около 250 тысяч лет назад, когда на территории современного округа возникла 80-метровая возвышенность, малая горная цепь, называемая Самаровский останец. Ханты-Мансийск расположен у его восточного подножья.

### Освоение территории людьми
Оледенение на севере Западной Сибири закончилось 60 тыс. л. н., а рельеф долины реки Оби во время позднего палеолита был похож на современный. У реки Карымкары археологи нашли заготовку нуклеуса, возможно торцового, для скалывания мелких пластин, у реки Конолевки — скребло одинарное выпуклое угловатое массивное на обломке.
В настоящее время древнейшим местом племенного пребывания людей считается открытая археологами палеолитическая стоянка на местонахождении «Луговское». Пребывание здесь людей относят ко второй половине сартанского времени (10—15 тыс. лет назад). Самой известной находкой здесь является грудной позвонок самки мамонта, пробитый каменным наконечником копья.
Самое северное палеолитическое местонахождение в Западной Сибири Комудваны датируется возрастом не менее 10 тысяч лет назад.
На городище «Большое Каюково» в верховьях реки Большой Салым на поселении эпохи раннего неолита (VII—VI тыс. до н. э.) найдены каменные орудия и фрагменты керамической посуды.
Могильник каменного века в урочище «Барсова Гора» датируется возрастом возраст 7 тыс. л. н., также в урочище есть несколько селищ бронзового века (4 тыс. л. н.), памятники трёх культур раннего железного века (с VII века до н. э.), два могильника и святилище кулайской культуры (середина I тыс. до н. э. — середина I тыс. н. э.).
На реке Ляпин обнаружено неолитическое поселение на мысе Чэстый-яг.
Стоянка карымской культуры в Ханты-Мансийске датируется IV—VI веками.
Нижнеобская культура (II—III—XIII — XIV вв.) выделена В. Н. Чернецовым (1957), разделившим её на 4 этапа: ярсалинский (II—III вв.), карымский (IV—VI вв.), оронтурский (VI—IX вв.) и кинтусовский (X—XIII вв.). К IX—X векам отнесён вожпайский тип памятников, занимающий промежуточное положение между оронтурским и кинтусовским этапами.
Мысовое городище Шеркалы-1 в окрестностях села Шеркалы было основано на берегу Оби славянами, пришедшими X—XI веках из Северного Прикамья. Мощность культурного слоя на городище достигает 3 м. Отдельные элементы архитектурной планировки домов и каменных печей имеют аналогии на севере Руси — у славян Новгородской и Псковской земель.

### Первое упоминание
Особые югорские народы данных земель впервые упомянуты в древних русских летописях. Институт истории РАН указывает, что такими являются «Повесть временных лет» и текст знаменитого «Поучения Владимира Мономаха», в которых фиксируется рассказ 1118 года новгородского посадника Гюраты Роговича, который организовывал сбор дани Великому Новгороду с людей на Печоре. Отряд дружинников прошёл далее к востоку [от Северного Урала] и обнаружил здесь «землю [страну] Югорскую»: 
…Югра же — это люди с языком непонятным, и соседствуют они с самоядью в северных странах.
Жители Югры также донесли тем дружинникам, что «…ещё севернее, где высокие горы граничат с морем, живут заключённые в горы люди».
В связи с установлением первого упоминания Югры в исторических летописях с 1118 года в 2016 году в округе началось общественное движение по созданию просветительской программы «Многовековая Югра». По поручению губернатора ХМАО-Югры Н. В. Комаровой, поддержавшей общественное движение, в 2017 году Правительством округа был принят комплексный план проекта «Многовековая Югра», посвящённый 900-летию первого упоминания Югры в русских исторических летописях. В 2018 году ведущими учёными Югры под руководством Института Российской истории Российской Академии наук началось создание академической истории Югры как неотъемлемой части истории России.

### История административно-территориального формирования
Год 1118, как время закрепления сведений об Югре и её людях в окончательной редакции «Повести временных лет», была полностью поддержана известным исследователем древнерусского летописания М. Д. Присёлковым.
На берегу реки Ендырь, в 82 км от города Нягани, в XII—XVI веках располагалось княжество обских угров Эмдер.
В период до появления в Северной Евразии Золотой Орды, история югорских народов через миграционные процессы «великого движения этносов» на материке оказалась связана с историями и Волжской Булгарии, и с венграми, и с влиянием поморских купцов, ходивших северным путём по Оби и Енисею к Байкалу и далее в Китай за экзотическим товарами. Родовые племена хантов и манси также взаимодействовали с окружающими их племенами самоедов, селькупов, ненцев, остяков, якутов и других народов Севера.
В период расцвета Золотой Орды сибирские народы, включая переселившиеся сюда ранее из Китая и Средней Азии новые народы, оказались под владычеством ордынских ханов, которые не только требовали с них ясак, но и заставляли участвовать в военных делах. В позднеордынский период под владычеством сибирско-татарских князей сформировалась отдельная часть Золотой Орды — Сибирское ханство или Белая орда. В 1555 году правителями Сибирского ханства татарскими князьями Эдигером и Бекбулатом было осуществлено добровольное включение этой части Сибири в состав Русского царства. Однако годами позднее ногайско-ордынский хан Кучум встал во главе Сибирского ханства и во второй половине XVI века стал вести политику войны против Русского государства, совместно с крымскотатарским ханом. После ответного похода Ермака власть Кучума пошатнулась (часть северных сибирских народов перестала подчиняться ему и платить ясак) и затем он оказался полностью разбит русскими войсками. Многие сибирские народы, вслед за томскими татарами, добровольно вошли в состав Русского царства и стали платить ясак уже русскому царю.
Кодское княжество (Кода) в XV—XVII веках было расположено на обоих берегах Оби между устьями её притоков Иртыш и Казым, примерно занимая земли, относящиеся сейчас к Октябрьскому району.
На территории посада конца XVI века — начала XVII века в Берёзове найдена берестяная грамота.
В период правления Екатерины II прошло несколько административно-территориальных преобразований Сибирского царства (Тобольского наместничества) и территория современной Югры стала частью обширной Тобольской губернии (Берёзовский, Тобольский, Сургутский и Пелымский уезды), внутри которой были как обычные волости, так и ясачные волости и управы, где самоуправление осуществлялось под властью местных племенных и родовых князей.

### XX век и современность
В результате Октябрьской революции и последующей Гражданской войны Тобольская губерния в 1920—1921 гг. в целом была преобразована в Тюменскую губернию. В 1923—1925 гг. в стране прошла реформа районирования и по Постановлению ВЦИК от 3 ноября 1923 года территория вошла в состав укрупнённой Уральской области РСФСР.

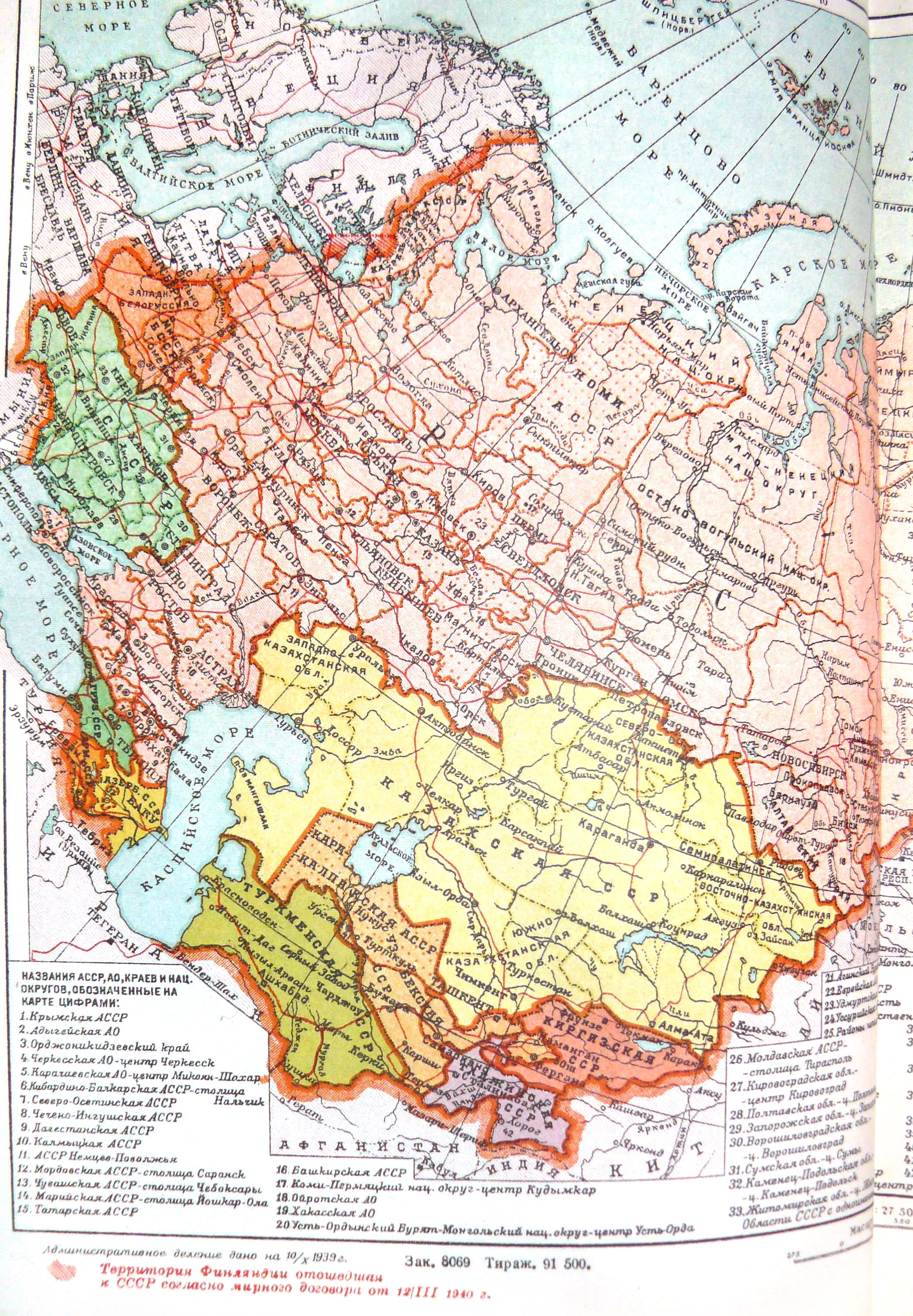
Остяко-Вогульский национальный округ (1940)

Дальнейшее административно-территориальное реформирование привело к изменениям в Уральской области и в её составе с 10 декабря 1930 года был образован Остя́ко-Вогу́льский национальный округ с центром в основанном на месте села Самарово городе Остяко-Вогульске (с 23 октября 1940 года — город Ханты-Мансийск).
С 1930 по 1934 округ входил в обширную Уральскую область (центр — Свердловск, ныне Екатеринбург), в 1934 — в Обско-Иртышскую область (центр — Тюмень), 7 декабря 1934 года округ вошёл в состав Омской области, с 1944 года и по сей день юридически входит в Тюменскую область, однако в 1993 году ХМАО получил автономию и стал полноправным субъектом Российской Федерации.
С конца 1920-х годов началась коллективизация сельского хозяйства. В округе стали создаваться хозяйства с полным обобществлением оленей. Такая политика вызвала в 1931—1934 годах два вооружённых выступления хантов и ненцев.
В Остяко-Вогульский округ в 1930—1932 годах было направлено 37 400 спецпереселенцев (раскулаченных крестьян). Из них 11 200 человек было направлено в рыбную промышленность, 11 400 — в систему интегральной кооперации, остальные — на лесозаготовки и строительство. При их участии были построены окружной и районные центры, введены и освоены производственные мощности Ханты-Мансийского леспромхоза, Белогорского деревообрабатывающего завода, Самаровского рыбоконсервного комбината. Одной из ведущих отраслей округа стала лесная промышленность. В 1934 году были предприняты первые шаги по поиску и разведке на территории округа нефти и газа.
23 октября 1940 года Указом Президиума Верховного Совета РСФСР Остяко-Вогульский национальный округ переименован в Ханты-Мансийский. 14 августа 1944 года он вошёл в состав вновь образованной Тюменской области.
В годы Великой Отечественной войны жители округа внесли большой трудовой вклад в дело Победы.
21 сентября 1953 года в Берёзове геологоразведочной партией А. Г. Быстрицкого на скважине Р-1 впервые в Западной Сибири был получен природный газ. 23 июня 1960 года бригада бурового мастера С. Н. Урусова впервые в Западной Сибири нашла нефть в районе Шаима. Затем последовали открытия многих других нефтегазовых месторождений. Наряду с промышленной эксплуатацией нефтегазовых месторождений, в округе развивалась лесная промышленность. Важную роль в этом сыграло строительство железной дороги Ивдель — Приобье.
С 1978 года Ханты-Мансийский национальный округ был преобразован в Ханты-Мансийский автономный округ (ХМАО), который в 2003 году получил своё нынешнее название — Ханты-Мансийский автономный округ — Югра.
Важным историческим событием в истории Югры стало проведение 26—27 июня 2008 года в Ханты-Мансийске саммита «Россия и Европейский союз». В мероприятии приняли участие Президент России Дмитрий Медведев, председатель правительства Словении Янез Янша, председатель Еврокомиссии Жозе Баррозу, генеральный секретарь Совета ЕС Хавьер Солана. Также Югра заявила о себе как территория международных спортивных состязаний и чемпионатов, в особенности по биатлону.
В 2018 году в честь празднований 900-летнего Юбилея Земли Югорской дан старт проекту «Многовековая Югра». Итогом проекта станет издание «Академическая история Югры», один из источников, как для создаваемой в настоящее время 20-томной «Истории России», так и для учебников и учебно-методических пособий по истории Югры для школ и вузов региона.

## Население
| 1939       | 1959       | 1970       | 1979       | 1987       | 1989       | 1990       | 1991       | 1992       | 1993       |
| ---------- | ---------- | ---------- | ---------- | ---------- | ---------- | ---------- | ---------- | ---------- | ---------- |
| 92 932     | ↗123 926   | ↗271 157   | ↗569 139   | ↗1 125 000 | ↗1 268 439 | ↘1 267 030 | ↗1 280 139 | ↘1 271 505 | ↘1 267 751 |
| 1994       | 1995       | 1996       | 1997       | 1998       | 1999       | 2000       | 2001       | 2002       | 2003       |
| ↗1 279 483 | ↗1 292 985 | ↗1 303 285 | ↗1 316 774 | ↗1 342 991 | ↗1 359 069 | ↗1 359 646 | ↗1 383 449 | ↗1 432 817 | ↗1 437 729 |
| 2004       | 2005       | 2006       | 2007       | 2008       | 2009       | 2010       | 2011       | 2012       | 2013       |
| ↗1 456 509 | ↗1 469 011 | ↗1 478 178 | ↗1 488 297 | ↗1 505 248 | ↗1 519 962 | ↗1 532 243 | ↗1 537 134 | ↗1 561 238 | ↗1 584 063 |
| 2014       | 2015       | 2016       | 2017       | 2018       | 2019       | 2020       | 2021       | 2022       | 2023       |
| ↗1 597 248 | ↗1 612 076 | ↗1 626 755 | ↗1 646 078 | ↗1 655 074 | ↗1 663 795 | ↗1 674 676 | ↗1 711 480 | ↗1 713 763 | ↗1 730 353 |
| 2024       | 2025       |            |            |            |            |            |            |            |            |
| ↗1 759 386 | ↗1 781 782 |            |            |            |            |            |            |            |            |

Крупнейшие города — Сургут (420 347 чел.), Нижневартовск (283 256 чел.), Нефтеюганск (126 690 чел.).
Население округа составляет 1 781 782 человек (2025; 1,22 % от населения РФ). Плотность населения — 3,33 чел./км² (2025), удельный вес городского населения — 
88,56 % (2022).
Югра традиционно занимает одно из первых мест по уровню рождаемости и одно из последних — по уровню смертности среди регионов с преимущественно русским населением.
По данным переписей населения 1939, 1959, 1970, 1979, 1989, 2002 и 2010 годов, национальный состав населения округа был следующим:
| Народ                                             | 1939            | 1959           | 1970            | 1979            | 1989             | 2002            | 2010 год         |
| ------------------------------------------------- | --------------- | -------------- | --------------- | --------------- | ---------------- | --------------- | ---------------- |
| Русские                                           | 67 616 (72,5%)  | 89 813 (72,5%) | 208 500 (76,9%) | 423 792 (74,3%) | 850 297 (66,3%)  | 946 590 (66,1%) | 973 978 (68,1 %) |
| Татары                                            | 2227 (2,4 %)    | 2938 (2,4 %)   | 14 046 (5,2 %)  | 36 898 (6,5 %)  | 97 689 (7,6 %)   | 107 637 (7,5 %) | 108 899 (7,1 %)  |
| Украинцы                                          | 1111 (1,2 %)    | 4363 (3,5 %)   | 9986 (3,7 %)    | 45 484 (8,0 %)  | 148 317 (11,6 %) | 123 238 (8,6 %) | 91 323 (6,0 %)   |
| Башкиры                                           | 9 (0,0 %)       | 91 (0,1 %)     | 1244 (0,5 %)    | 7522 (1,3 %)    | 31 151 (2,4 %)   | 35 807 (2,5 %)  | 35 428 (2,3 %)   |
| Азербайджанцы                                     | — (0,0 %)       | — (0,0 %)      | 136 (0,0 %)     | 1263 (0,2 %)    | 12 846 (1,0 %)   | 25 088 (1,8 %)  | 26 037 (1,7 %)   |
| Ханты                                             | 12 238 (13,1 %) | 11 435 (9,2 %) | 12 222 (4,5 %)  | 11 219 (2,0 %)  | 11 892 (0,9 %)   | 17 128 (1,2 %)  | 19 068 (1,2 %)   |
| Белорусы                                          | 141 (0,2 %)     | 1281 (1,0 %)   | 3362 (1,2 %)    | 7555 (1,3 %)    | 27 775 (2,2 %)   | 20 518 (1,4 %)  | 14 703 (1,0 %)   |
| Кумыки                                            | — (0,0 %)       | — (0,0 %)      | 5 (0,0 %)       | 89 (0,0 %)      | …                | 9554 (0,7 %)    | 13 849 (0,9 %)   |
| Чуваши                                            | 45 (0,0 %)      | 289 (0,2 %)    | 1929 (0,7 %)    | 4739 (0,8 %)    | …                | 15 261 (1,1 %)  | 13 596 (0,9 %)   |
| Лезгины                                           | — (0,0 %)       | — (0,0 %)      | 44 (0,0 %)      | 216 (0,0 %)     | …                | 8580 (0,6 %)    | 13 335 (0,9 %)   |
| Манси                                             | 5768 (6,2 %)    | 5644 (4,6 %)   | 6684 (2,5 %)    | 6156 (1,1 %)    | 6562 (0,5 %)     | 9894 (0,7 %)    | 10 977 (0,7 %)   |
| Узбеки                                            | 2 (0,0 %)       | — (0,0 %)      | 57 (0,0 %)      | 216 (0,0 %)     | …                | 5182 (0,4 %)    | 9970 (0,7 %)     |
| Таджики                                           | — (0,0 %)       | — (0,0 %)      | 23 (0,0 %)      | 94 (0,0 %)      | …                | 5651 (0,4 %)    | 9793 (0,6 %)     |
| Молдаване                                         | — (0,0 %)       | 564 (0,5 %)    | 579 (0,2 %)     | 1735 (0,3 %)    | …                | 10 861 (0,8 %)  | 9476 (0,6 %)     |
| Марийцы                                           | 34 (0,0 %)      | 54 (0,0 %)     | 712 (0,3 %)     | 1791 (0,3 %)    | …                | 7309 (0,5 %)    | 7289 (0,5 %)     |
| Чеченцы                                           | 5 (0,0 %)       | — (0,0 %)      | 68 (0,0 %)      | 269 (0,0 %)     | …                | 6943 (0,5 %)    | 6889 (0,5 %)     |
| Немцы                                             | 177 (0,2 %)     | 2059 (1,7 %)   | 2069 (0,8 %)    | 3499 (0,6 %)    | …                | 8292 (0,6 %)    | 6828 (0,5 %)     |
| Армяне                                            | 5 (0,0 %)       | — (0,0 %)      | 147 (0,0 %)     | 893 (0,2 %)     | …                | 6471 (0,5 %)    | 6343 (0,4 %)     |
| Ногайцы                                           | …               | …              | 4 (0,0 %)       | 55 (0,0 %)      | …                | 2502 (0,2 %)    | 5323 (0,4 %)     |
| Киргизы                                           | …               | …              | 2 (0,0 %)       | 20 (0,0 %)      | …                | 2033 (0,1 %)    | 5012 (0,4 %)     |
| Мордва                                            | 64 (0,1 %)      | 125 (0,1 %)    | 1162 (0,4 %)    | 3155 (0,6 %)    | …                | 6386 (0,5 %)    | 4936 (0,3 %)     |
| Казахи                                            | 89 (0,1 %)      | 103 (0,1 %)    | 179 (0,1 %)     | 563 (0,1 %)     | …                | 4258 (0,3 %)    | 4382 (0,3 %)     |
| Удмурты                                           | 36 (0,0 %)      | 71 (0,1 %)     | 1304 (0,5 %)    | 2029 (0,4 %)    | …                | 3670 (0,3 %)    | 3094 (0,2 %)     |
| Даргинцы                                          | — (0,0 %)       | — (0,0 %)      | 8 (0,0 %)       | 31 (0,0 %)      | …                | 1956 (0,2 %)    | 2735 (0,2 %)     |
| Аварцы                                            | — (0,0 %)       | — (0,0 %)      | 10 (0,0 %)      | 74 (0,0 %)      | …                | 1910 (0,2 %)    | 2577 (0,2 %)     |
| Коми                                              | 2436 (2,6 %)    | 2803 (2,3 %)   | 3150 (1,2 %)    | 3105 (0,5 %)    | …                | 3081 (0,2 %)    | 2364 (0,2 %)     |
| Коми-пермяки                                      | — (0,0 %)       | 18 (0,0 %)     | 466 (0,2 %)     | 1335 (0,3 %)    | …                | 2704 (0,2 %)    | 2134 (0,2 %)     |
| Гагаузы                                           | — (0,0 %)       | — (0,0 %)      | 6 (0,0 %)       | 70 (0,0 %)      | …                | 1566 (0,2 %)    | 1568 (0,1 %)     |
| Ненцы                                             | 852 (1,0 %)     | 815 (0,7 %)    | 940 (0,4 %)     | 1003 (0,2 %)    | …                | 1290 (0,1 %)    | 1438 (0,1 %)     |
| Болгары                                           | — (0,0 %)       | — (0,0 %)      | 35 (0,0 %)      | 345 (0,1 %)     | …                | 1783 (0,2 %)    | 1430 (0,1 %)     |
| Поляки                                            | 61 (0,1 %)      | 158 (0,2 %)    | 326 (0,2 %)     | 720 (0,2 %)     | …                | 1884 (0,2 %)    | 1336 (0,1 %)     |
| Лакцы                                             | — (0,0 %)       | — (0,0 %)      | 10 (0,0 %)      | 45 (0,0 %)      | …                | 959 (0,1 %)     | 1268 (0,1 %)     |
| Лица, не указавшие национальность                 | 16 (0,0 %)      | 4 (0,0 %)      | 5 (0,0 %)       | 4 (0,0 %)       | …                | 13 210 (0,9 %)  | 102 138 (6,7 %)  |
| Показаны народы c численностью более 1000 человек |                 |                |                 |                 |                  |                 |                  |

В настоящее время в округ наблюдается интенсивный приток мигрантов-мусульман.

### Коренные малочисленные народы Севера

#### Ханты

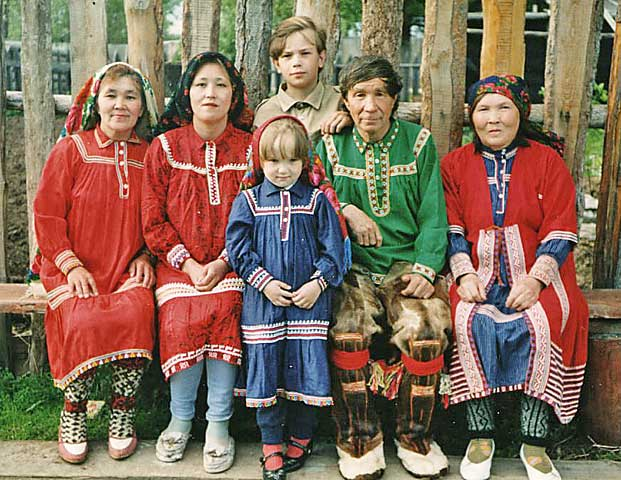
Семья хантов

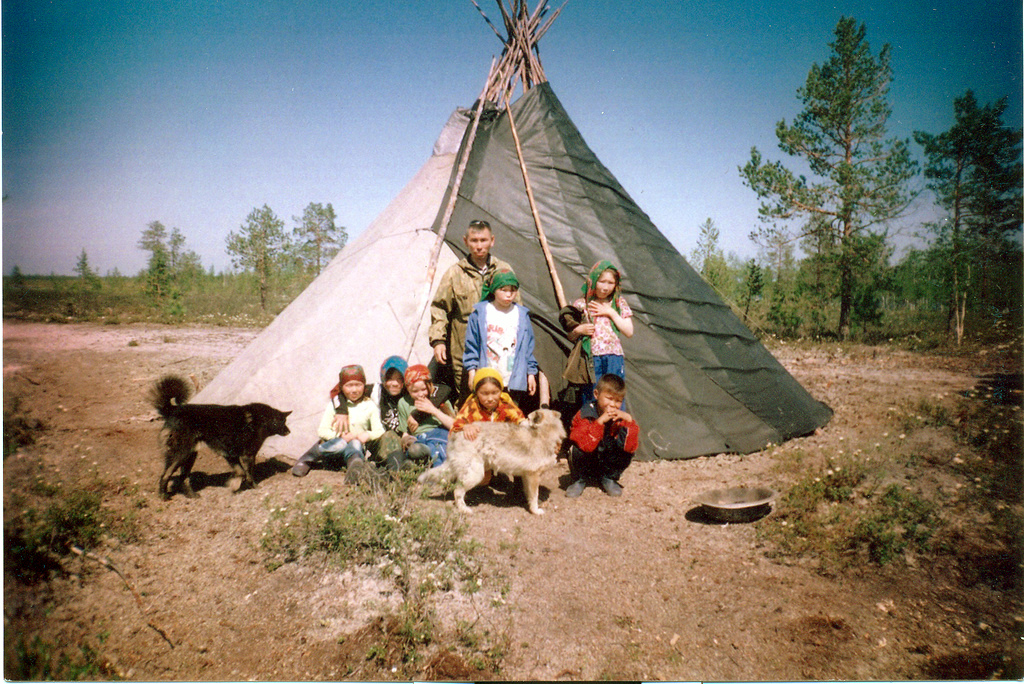
Ханты перед своим традиционным жилищем — чумом — вблизи озера Нумто

Ханты являются одной из малочисленных народностей Севера, принадлежащей к финно-угорской этноязыковой общности, которая разделена на две группы: финно-пермскую и угорскую. В угорской группе выделяют две подгруппы: придунайских угров, к которым причисляют венгров, и обских угров, к которым относятся ханты и манси.
Территория, на которой исконно проживают ханты, довольно обширна. Исторически они расселены в бассейне реки Оби (от Нарыма до Салехарда) и многочисленных её притоков. В настоящее время ханты занимают большую часть Ханты-Мансийского автономного округа — Югры (кроме западных районов округа, где расселены манси), а также юго-запад Ямало-Ненецкого автономного округа и северо-восток Томской области. По данным Всероссийской переписи населения 2010 года, общая численность хантов составила 30 943 человека. Из них в Югре проживало 19 068 человек, то есть 61,6 % от общей численности всех ханты; на Ямале — 9 489 человек, то есть 30,7 % всех хантов, в Томской области жило 718 человек — 2,3 % от общей численности народности. Всего 14 134 мужчин и 16 809 женщин. Родным хантыйским языком владело 9 584 человека, то есть 30,9 %, а 21 359 человек, что составляет 69 % от общего количества народности, уже не владело им.
Занимая обширную территорию, ханты исторически соседствуют с другими народами: на севере они граничат с ненцами, на западе — с коми и манси, на востоке — с селькупами и эвенками, а на юге — с сибирскими татарами.

#### Манси

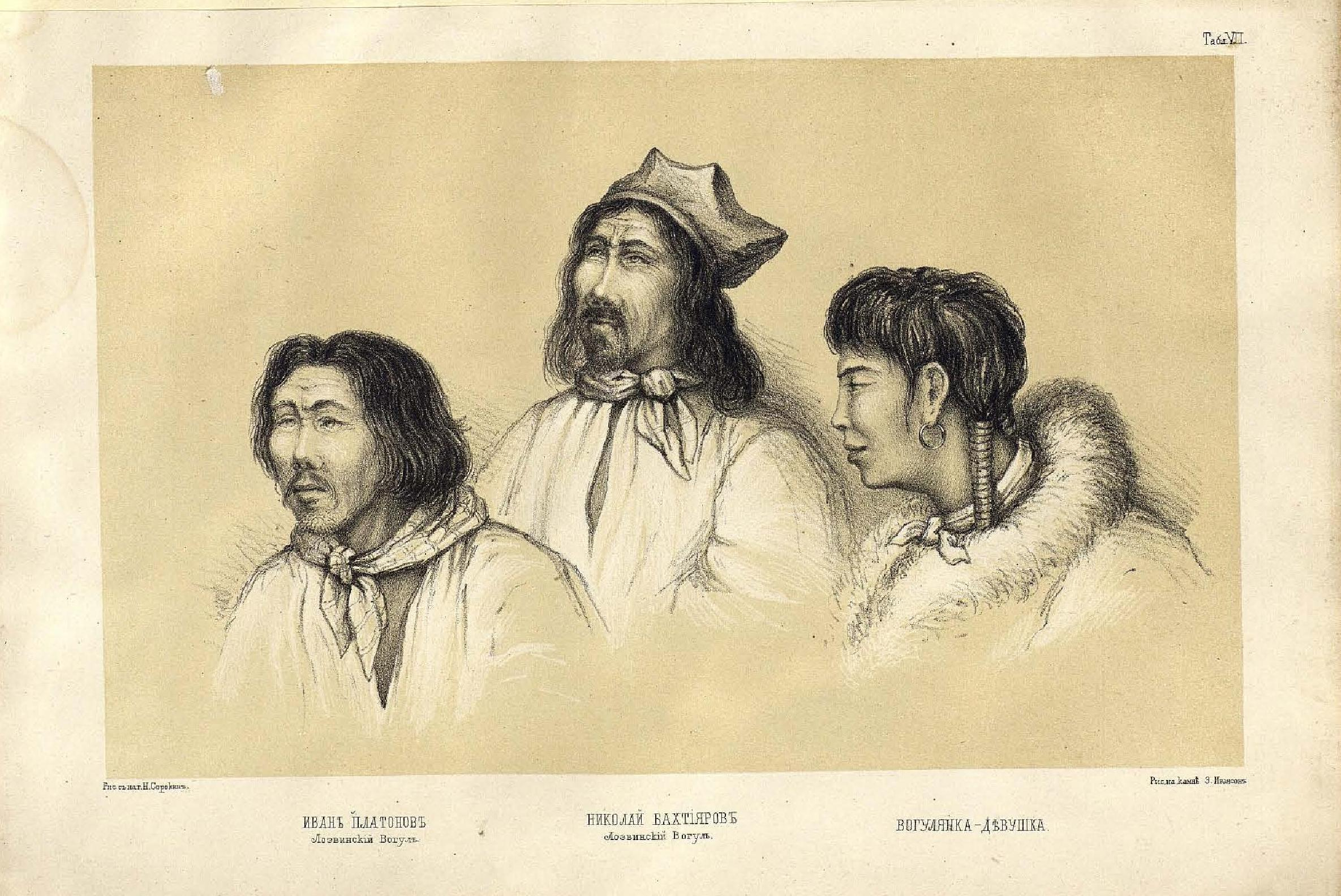
Вогулы (манси)

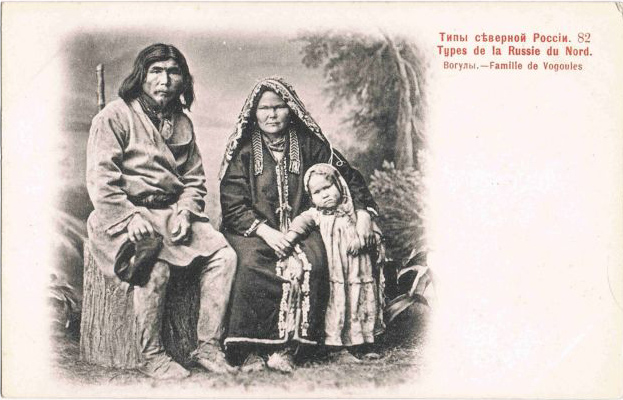
Манси на почтовой карточке 1901 года

Манси — народ, живущий в северо-западной части Сибири по левобережью реки Оби и по её притокам (в пределах Ханты-Мансийского, частично Ямало-Ненецкого автономных округов Тюменской области). Несколько десятков мансийских семей живёт в Свердловской области и Пермском крае (в верховьях реки Вишеры).
Общая численность манси, по переписи 2010 года, составляла 12 269 человек; к настоящему времени число владеющих мансийским языком — менее 1 000.
Манси, как и ханты, относятся к угорской языковой группе финно-угорских народов. В мансийском языке исторически выделялось четыре наречия или диалектные группы (северная, восточная, западная, южная), из которых сегодня сохранились лишь северная и восточная. В северном наречии около шести говоров. Северная группа манси проживает в бассейне реки Северной Сосьвы с притоком реки Ляпин, в верховьях рек Лозьвы и Пелыма; восточная группа — в бассейне реки Конды. В основу письменного мансийского языка положен сосьвинский диалект. Значительный вклад в изучение мансийского языка внесла Е. В. Ромбандеева. Письменность у этого языка появилась лишь в 30-х годах XX века. Несмотря на это, манси владеют богатым устным народным творчеством, в котором отразилась история, система моральных, философских и нравственных ценностей, выработанных на протяжении веков.
Хозяйственная деятельность мансийского народа, ведущего традиционный образ жизни, находится в тесной зависимости от природных условий; главное естественное богатство в местах заселения народа — это леса и реки. Постоянное пребывание в тайге выработало у него тонкую наблюдательность, умение ориентироваться на местности и оценивать её с точки зрения годности или негодности для хозяйственных или промысловых занятий.
В настоящее время, в связи с промышленным освоением Югры, изменилась и жизнь большинства манси. Бо́льшая часть мансийского населения теперь проживает в городах и имеет современные профессии. Перед мансийскими учёными сегодня стоит вопрос сохранения родного языка, традиций и обрядов.

## Административно-территориальное деление

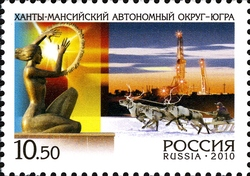
Почтовая марка России, посвящённая округу; 2010 год

В рамках административно-территориального устройства, автономный округ делится на административно-территориальные единицы: 13 городов окружного значения (Когалым (с посёлком Ортъягун), Лангепас, Мегион (с посёлком городского типа Высокий), Нефтеюганск, Нижневартовск, Нягань, Покачи, Пыть-Ях, Радужный, Советский, Сургут, Урай, Ханты-Мансийск, Югорск) и 9 районов (Белоярский район, Берёзовский район, Кондинский район, Нефтеюганский район, Нижневартовский район, Октябрьский район, Советский район, Сургутский район, Ханты-Мансийский район).
В рамках муниципального устройства, в границах административно-территориальных единиц образованы 105 муниципальных образований:
- 13 городских округов;
- 9 муниципальных районов;
  - 26 городских поселений;
  - 57 сельских поселений[75].

### История районов ХМАО — Югры
Образован 10 декабря 1930 года в составе Уральской области под именем Остяко-Вогульского национального округа с центром в селе Самарово. В декабре 1930 года в 5 км от села началось строительство нового окружного центра. В феврале 1932 года Первый окружной съезд Советов принял постановление о присвоении окружному центру названия Остяко-Вогульск.
Включал при образовании: Берёзовский и Кондинский районы, Мужевский сельсовет, Шурышкарский туземный остяцкий район Обдорского района, Самаровский район, Сургутский район (за исключением верховьев реки Пур Уральской области) и Ларьякский остяцкий туземный район Западно-Сибирского края.
Разделён на 6 районов: Берёзовский, Кондинский, Ларьякский, Самаровски, Сургутский, Шурышкарский. Предусматривалось также создание Лумпокольского района, но он так и не был образован.
- 17 января 1934 года округ вошёл в состав Обско-Иртышской области.
- 7 декабря 1934 года округ вошёл в состав Омской области.
- В 1936 году п. Остяко-Вогульск преобразован в р. п. Остяко-Вогульск.
- 4 июля 1937 года образован Микояновский район.
- 10 сентября 1937 года Шурышкарский район передан в Ямало-Ненецкий национальный округ.
- 23 октября 1940 года Остяко-Вогульский национальный округ переименован в Ханты-Мансийский, р. п. Остяко-Вогульск — в р. п. Ханты-Мансийск.
- 14 августа 1944 года включён в состав Тюменской области.
- 27 января 1950 года р. п. Ханты-Мансийск преобразован в город окружного значения.
- 13 декабря 1957 года Микояновский район переименован в Октябрьский.
- 24 февраля 1962 года Ларьякский район переименован в Нижневартовский.
- 14 сентября 1964 года Самаровский район переименован в Ханты-Мансийский.
- 25 июня 1965 года р. п. Сургут и р. п. Урай преобразованы в города окружного значения.
- 16 октября 1967 года р. п. Нефтеюганск преобразован в город окружного значения.
- 15 февраля 1968 года образован Советский район.
- 9 марта 1972 года р. п. Нижневартовский преобразован в г. Нижневартовск окружного подчинения.
- 7 октября 1977 года в соответствии с новой Конституцией округ получил статус автономного.
- 23 июля 1980 года р. п. Мегион преобразован в город окружного подчинения, образован Нефтеюганский район.
- 15 августа 1985 года п. Когалым, р. п. Лангепас и р. п. Радужный отнесены к категории городов окружного подчинения, р. п. Нях преобразован в г. Нягань окружного подчинения.
- 22 августа 1988 года образованы г. Белоярский окружного подчинения и Белоярский район.
- 6 августа 1990 года р. п. Пыть-Ях Нефтеюганского района преобразован в город окружного подчинения Пыть-Ях.
- 13 июля 1992 года р. п. Комсомольский преобразован в г. Югорск районного подчинения, р. п. Покачи преобразован в город окружного подчинения, р. п. Лянторский преобразован в г. Лянтор районного подчинения.
- 5 февраля 1996 года города окружного значения и районы стали муниципальными образованиями.
- 31 мая 1996 года определены административно-территориальные единицы: районы, города окружного значения, города районного значения, сельсоветы (сельские округа), посёлки, села и иные поселения.
- 23 декабря 1996 года г. Югорск отнесён к городам окружного значения, пгт Советский отнесён к городам районного значения.

### Населённые пункты
- Сургут — ↗420 347[69]
- Нижневартовск — ↗283 256[70]
- Нефтеюганск — ↗126 690[69]
- Ханты-Мансийск — ↗113 663[3]
- Когалым — ↘61 441[70]
- Нягань — ↗63 034[70]
- Мегион — ↗52 887[70]
- Лангепас — ↘42 701[70]
- Радужный — ↘43 577[70]
- Пыть-Ях — ↗40 180[70]
- Урай — ↗41 315[70]
- Лянтор — ↘40 977[70]
- Югорск — ↗38 238[70]
- Советский — ↗31 138[70]
- Пойковский — ↘24 440[70]
- Фёдоровский — ↗23 614[70]
- Белоярский — ↗19 994[70]
- Излучинск — ↗21 389[70]
- Покачи — ↘16 040[70]
- Белый Яр — ↘16 141[70]
- Нижнесортымский — ↗14 217[70]
- Междуреченский — ↗11 067[70]
- Солнечный — ↗12 885[70]
- Новоаганск — ↘9116[70]

## Экономика

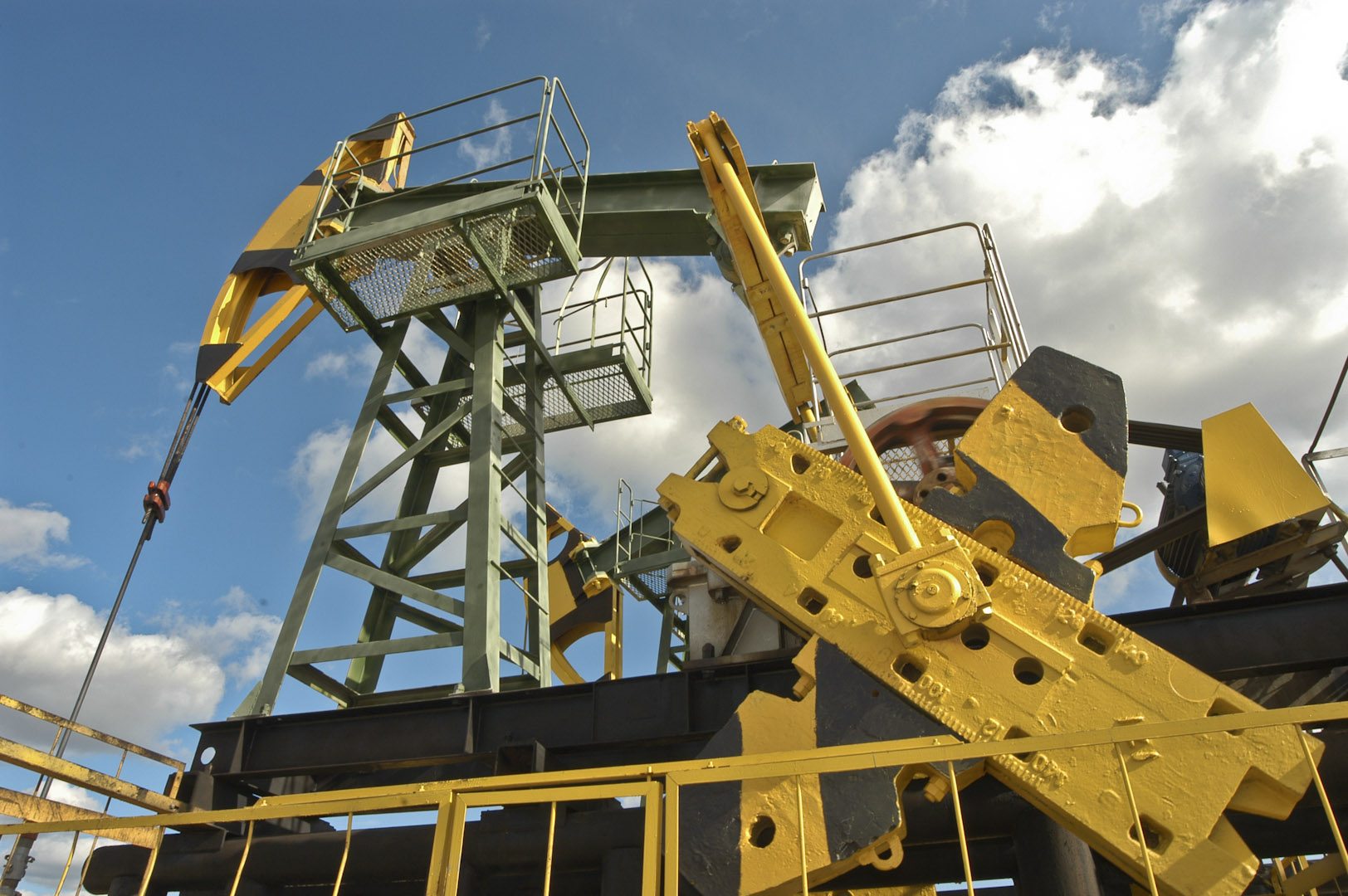
Станок-качалка — тип наземных приводов глубинных штанговых насосов

### Общая структура экономики
Экономика автономного округа имеет приоритетными сектора добычи углеводородного сырья, в автономном округе также развиваются энергетика, строительство, транспортная инфраструктура и другие отрасли. В настоящее время Ханты-Мансийский автономный округ — Югра является основным нефтегазоносным регионом России и одним из крупнейших нефтедобывающих регионов мира, относится к регионам-донорам России и лидирует по ряду основных экономических показателей:
- первый по добыче нефти и производству электроэнергии;
- второй по объёму промышленного производства, добыче газа и поступлению налогов в бюджетную систему;
- третий по объёму инвестиций в основной капитал.

В отраслевой структуре промышленности доминирующее положение занимает нефтегазодобывающая отрасль, доля которой составляет 81,1 %, электроэнергетика — 6,5 %, обрабатывающие производства — 12,4 %.
Добычу нефти и газа на территории ХМАО осуществляет 51 предприятие, 33 из которых входят в состав вертикально-интегрированных нефтяных компаний, 18 — независимых компаний. По состоянию на 2013 год, на территории округа имелось 467 месторождений углеводородного сырья, в том числе 406 нефтяных, 22 газовых и газоконденсатных, 39 нефтегазоконденсатных, нефтегазовых и газонефтяных. Наиболее крупные — Самотлорское, Фёдоровское, Мамонтовское, Приобское.
По 9 крупным вертикально-интегрированным нефтяным компаниям: ПАО «НК „Роснефть“» (ООО «РН-Юганскнефтегаз»), ОАО «Сургутнефтегаз», ПАО «ЛУКОЙЛ», ОАО НГК «Славнефть», ПАО «Газпром нефть», «Салым Петролеум Девелопмент Н.В.», АО НК «РуссНефть», ОАО «Томскнефть» ВНК, ПАО АНК «Башнефть» объём добычи нефти составил 99 % от общей добычи по округу.
На территории автономного округа действуют 6 нефтеперерабатывающих и 9 газоперерабатывающих предприятий. Лидер по объёму производства светлых нефтепродуктов — Сургутский завод по стабилизации газового конденсата имени В. С. Черномырдина ООО «Газпром переработка».
Устойчивость электроэнергетического комплекса обеспечивают: ОАО «Сургутская ГРЭС-1», ОАО «Сургутская ГРЭС-2», ОАО «Нижневартовская ГРЭС» и «Няганская ГРЭС», общей установленной мощностью более 12,1 ГВт. По итогам 2016 года, энергосистема Югры выработала рекордные 92,6 миллиардов киловатт-часов.
В Югре созданы производственные комплексы, позволяющие выпускать продукцию деревообработки, за исключением целлюлозно-бумажного производства.
В округе добывается россыпное золото (прогнозные запасы золота превышают 216 тонн), жильный кварц и коллекционное сырьё. Открыты месторождения бурого и каменного угля. Обнаружены залежи железных руд, меди, цинка, свинца, ниобия, тантала, проявления бокситов и др.

### Энергетика
Энергосистема региона является одной из крупнейших в России — по состоянию на начало 2019 года, на территории ХМАО эксплуатировались 56 электростанций общей мощностью 14,1 ГВт, подключённых к единой энергосистеме России, в том числе 5 крупных (мощностью более 100 МВт) тепловые электростанции и 51 электростанция меньшей мощности, обеспечивающие работу отдельных предприятий нефтегазовой отрасли. В 2018 году они произвели 84,69 млрд кВт·ч электроэнергии. Также эксплуатируется более 30 небольших дизельных и газотурбинных электростанций общей мощностью 59,6 МВт, не подключённых к единой энергосистеме и обеспечивающих энергоснабжение небольших изолированных населённых пунктов и предприятий.

### Транспорт

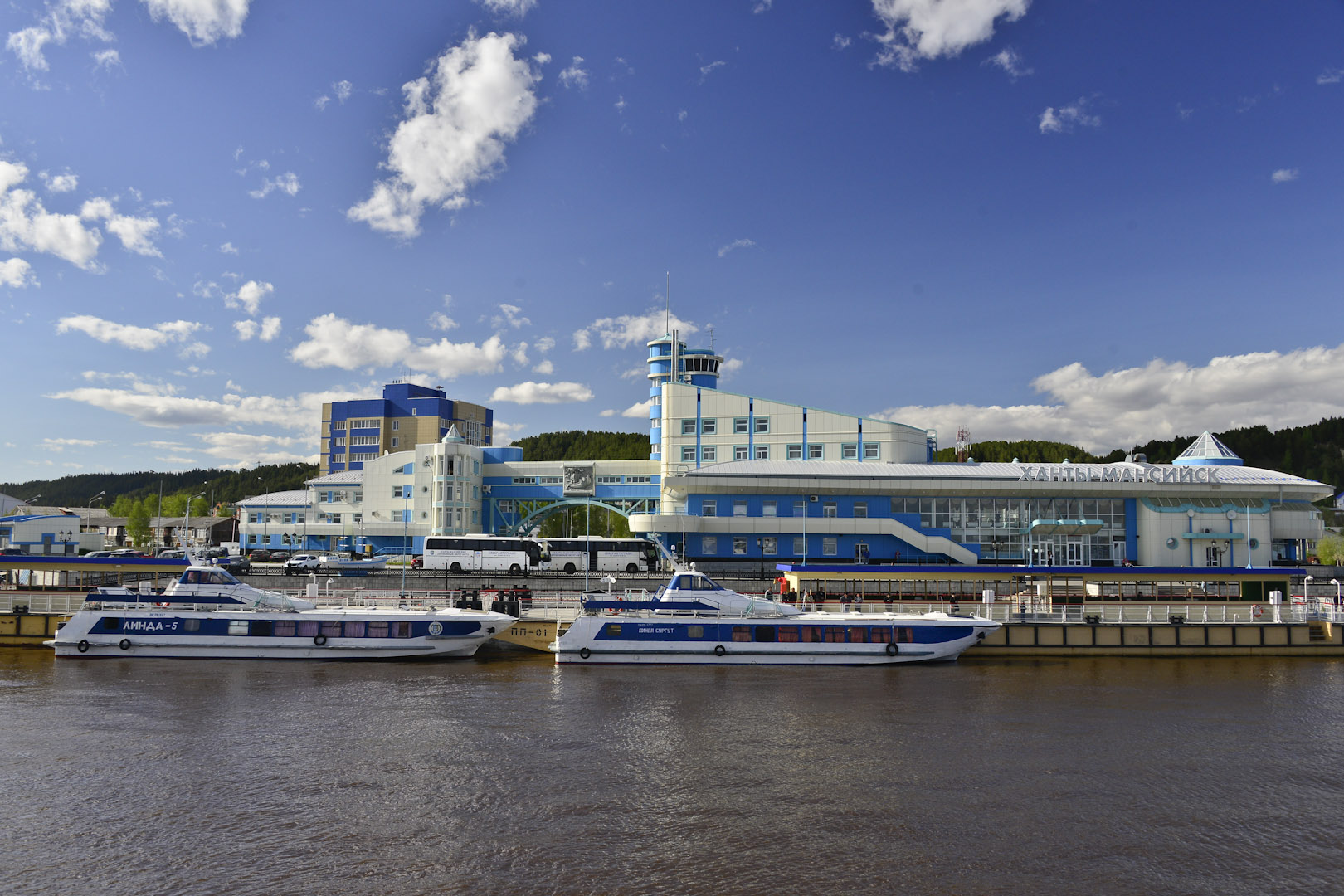
Речной вокзал в Ханты-Мансийске

Основные перевозки грузов и товаров в регионе осуществляются водным и железнодорожным транспортом; 29 % перевозится автомобильным транспортом и 2 % перевозок приходятся на авиацию.
Речной транспорт ведёт свою историю с древнейших перевозок товаров по Оби и Иртышу, осуществлявшихся (по данным историков и археологов) ещё 2—3 тысяч лет назад, это была северная ветвь Великого Шёлкового пути из Дальней Азии в Европу. Бурное развитие транспорт получил в XIX веке, когда Обь-Иртышский бассейн, с выходом по Обь-Енисейскому каналу на Енисей, интенсивно осваивали пароходные товарищества томских купцов. В середине и второй половине XX века усиление развития этого транспорта было связано с освоением обского Севера, с реализацией в стране «Нефтяного проекта СССР». В 1990-е годы и в новом, XXI веке транспорт остаётся актуальным и востребованным, ежегодно с началом весенней навигации по малым рекам осуществляется так называемый «северный завоз». К недостаткам этого вида транспорта относится сезонность: навигация осуществляется с мая (июня) по октябрь, а по многим малым рекам, в связи с их обмелением, только в июне-июле.
Общая протяжённость железнодорожных путей на территории ХМАО — Югры составляет 1106 километров.
Протяжённость автомобильных дорог — более 18 000 км.
Дальнемагистральная авиация связывает большинство крупных городов округа с Москвой, Санкт-Петербургом, Самарой, Краснодаром, Сочи и т. д. Малая авиация (небольшие самолёты, вертолёты) является основой транспортной логистики для нефтегазового сектора экономики и для обеспечения социальных программ в отношении малых народов Севера, живущих в отдалённых населённых пунктах.

### Строительство
Строительство — одна из эффективно развивающихся отраслей экономики ХМАО — Югры.
В 2016 году в Ханты-Мансийском автономном округе — Югре введено в эксплуатацию 803 тыс. м² жилья, из которых 110 тыс. м² — индивидуальное жилищное строительство. Сохраняются высокие темпы ипотечного кредитования, за 2016 год выдано 16 тысяч ипотечных кредитов, что на 35,6 % больше, чем в предыдущем.
Продолжается работа по ликвидации приспособленных для проживания строений (балков) — наследия времён нефтегазового освоения Севера. К 2017 году в половине городских округов и муниципальных районов имелись приспособленные для проживания строения.

### Оленеводство

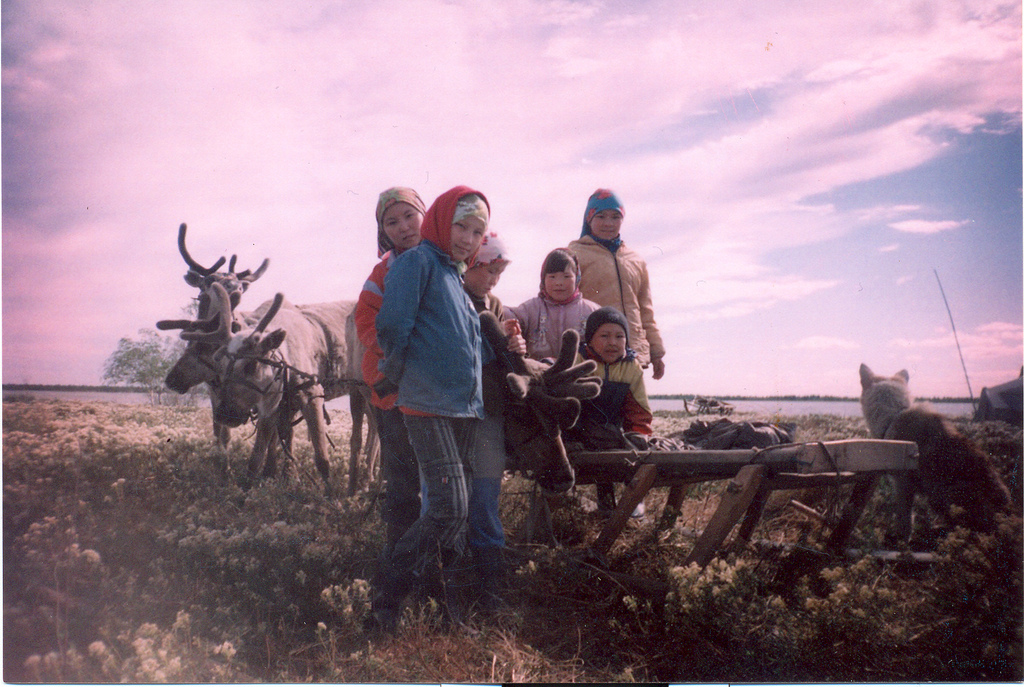
Олени и дети около оз. Нумто

На протяжении сотен лет оленеводство являлось основой жизненного уклада и культуры коренных народов Севера. Поэтому в наше время его с полной уверенностью можно считать этносберегающим видом традиционной культуры. С начала 1990-х годов к 2000 году поголовье оленей сократилось с 50 до 25 тыс. голов; к 2010 году поголовье выросло до 33 тыс. оленей, к 2015 году — до 39,2 тыс. В это время в Югре в сфере оленеводства было занято более 2000 человек.

## Культура
Культура ХМАО — Югры определяется как его преобладающим по численности населением, так и населением, имеющим отличительные особенности коренных народов Севера (прежде всего, ханты, манси, ненцы, селькупы и др.), возрождение и развитие духовности которых стало общегосударственной задачей России. В регионе с 2013 года принята стратегия политики органов государственной власти в области культуры, ежегодно Правительство ХМАО — Югры делает доклад в Думе Автономного округа по этой деятельности.
Правительство Югры уделяет особое внимание благополучному и устойчивому развитию народов Севера, проживающих в регионе. В 2016 году обрядовый комплекс северных хантов «Медвежьи игрища», восстановленный по инициативе мансийского писателя Ювана Шесталова, был внесён в федеральный каталог объектов нематериального культурного наследия народов России и получил дополнительную поддержку со стороны государства.
Общая инфраструктура учреждений культуры на территории автономного округа включает многочисленные историко-краеведческие и антропологические музеи и организации, библиотеки, учреждения образования (включая этнографические коллективы), театры, кино, научные коллективы, объекты духовности и веры, места с достопримечательностями региона.
С 2003 года в округе проводится Международный фестиваль кинематографических дебютов «Дух огня». Идея создания кинофестиваля принадлежит кинорежиссёру Сергею Соловьёву, а одним из его организаторов был актёр и режиссёр Александр Абдулов, который пять лет являлся вице-президентом «Духа огня». В программу МФКД входит международный конкурс и конкурс российских дебютов.

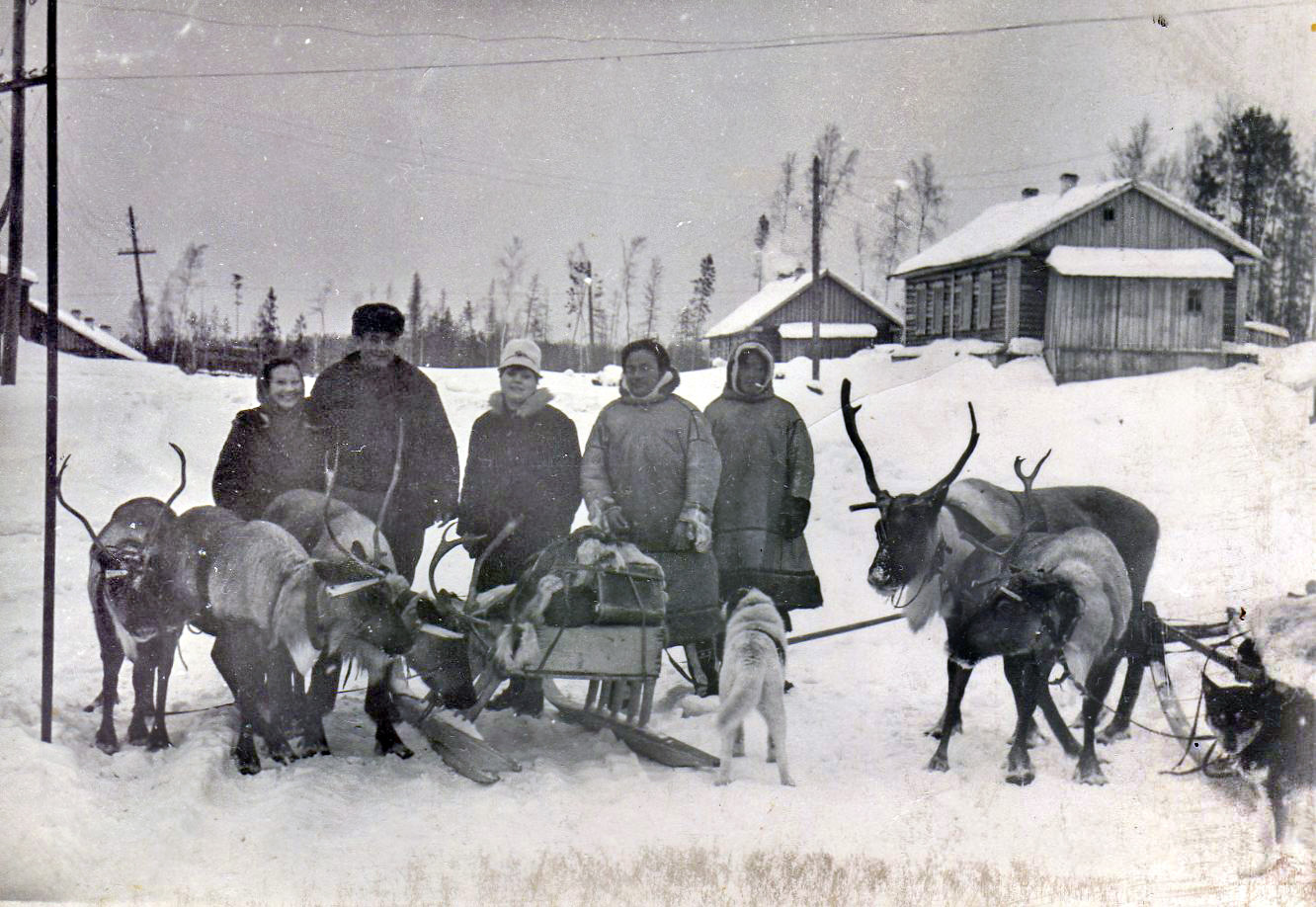
Мансийские оленеводы (двое справа)
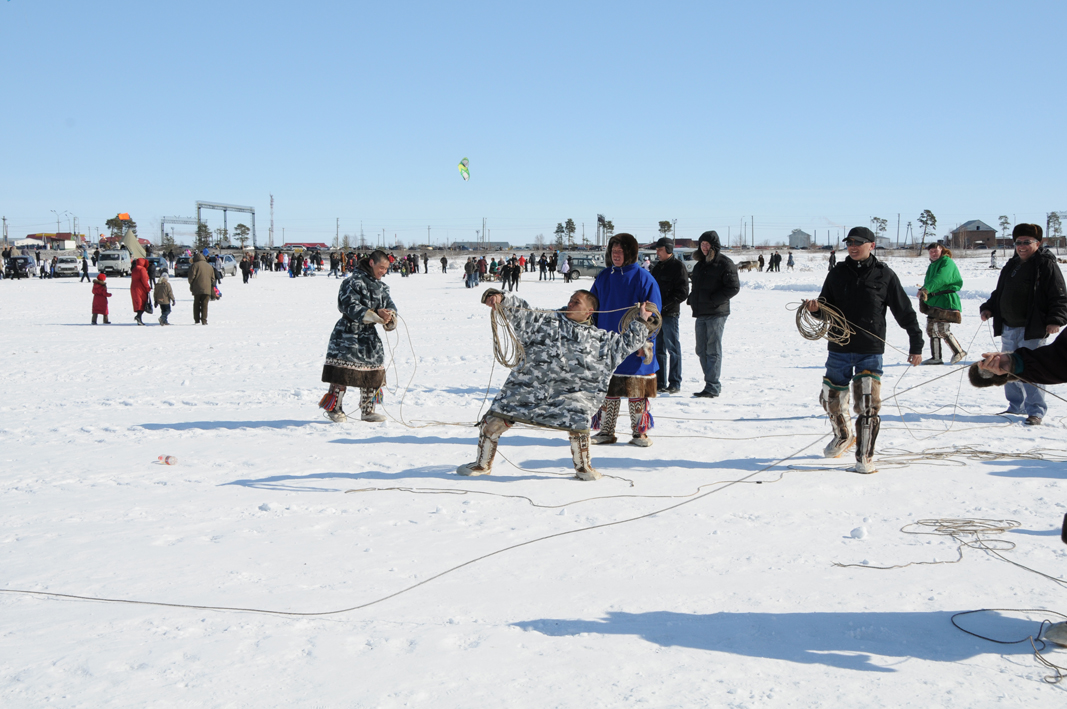
Празднование «Дня оленевода» в Когалыме, 2010 год
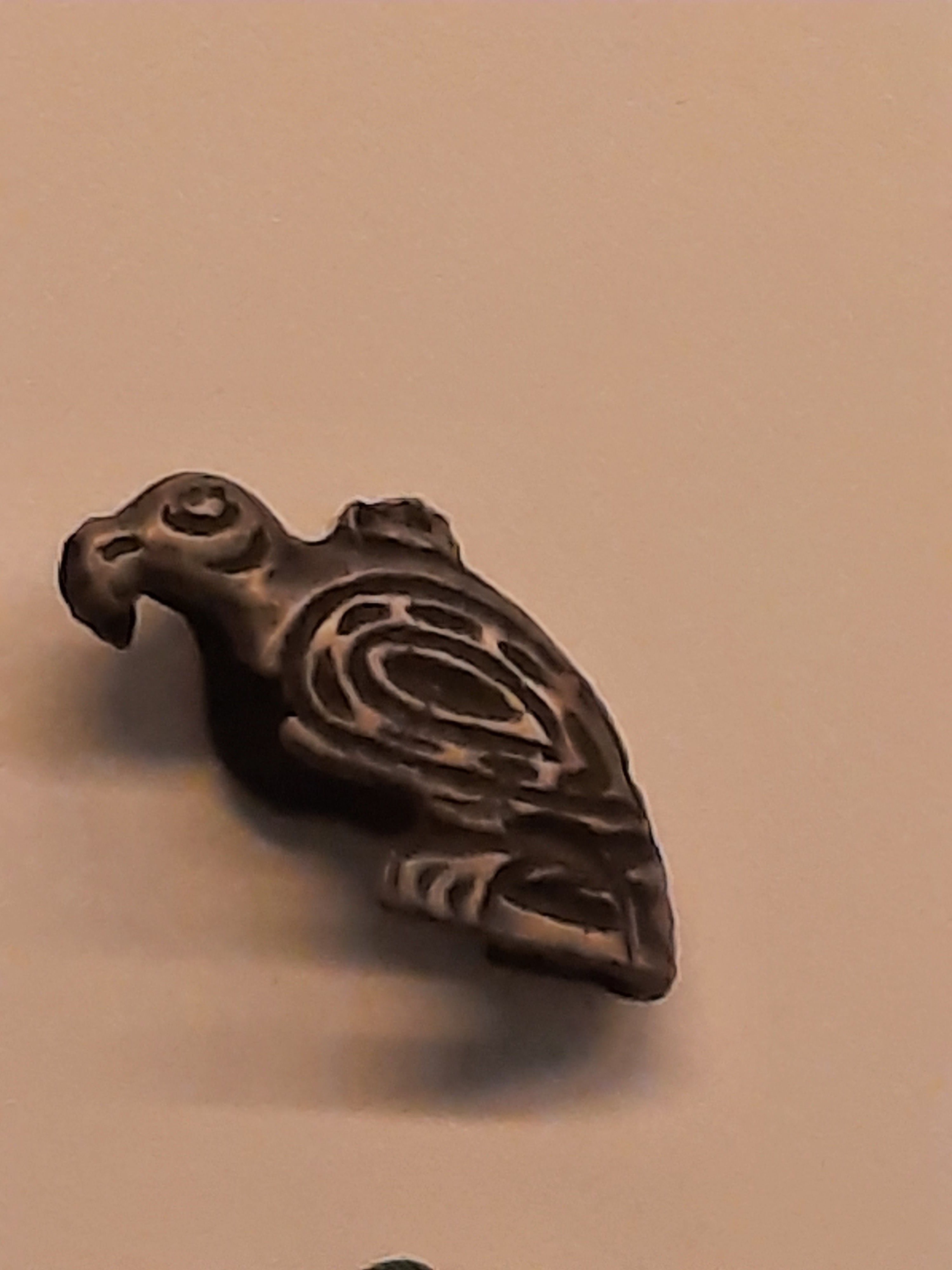
Бронзовый амулет манси, используемый в том числе как подношение духам
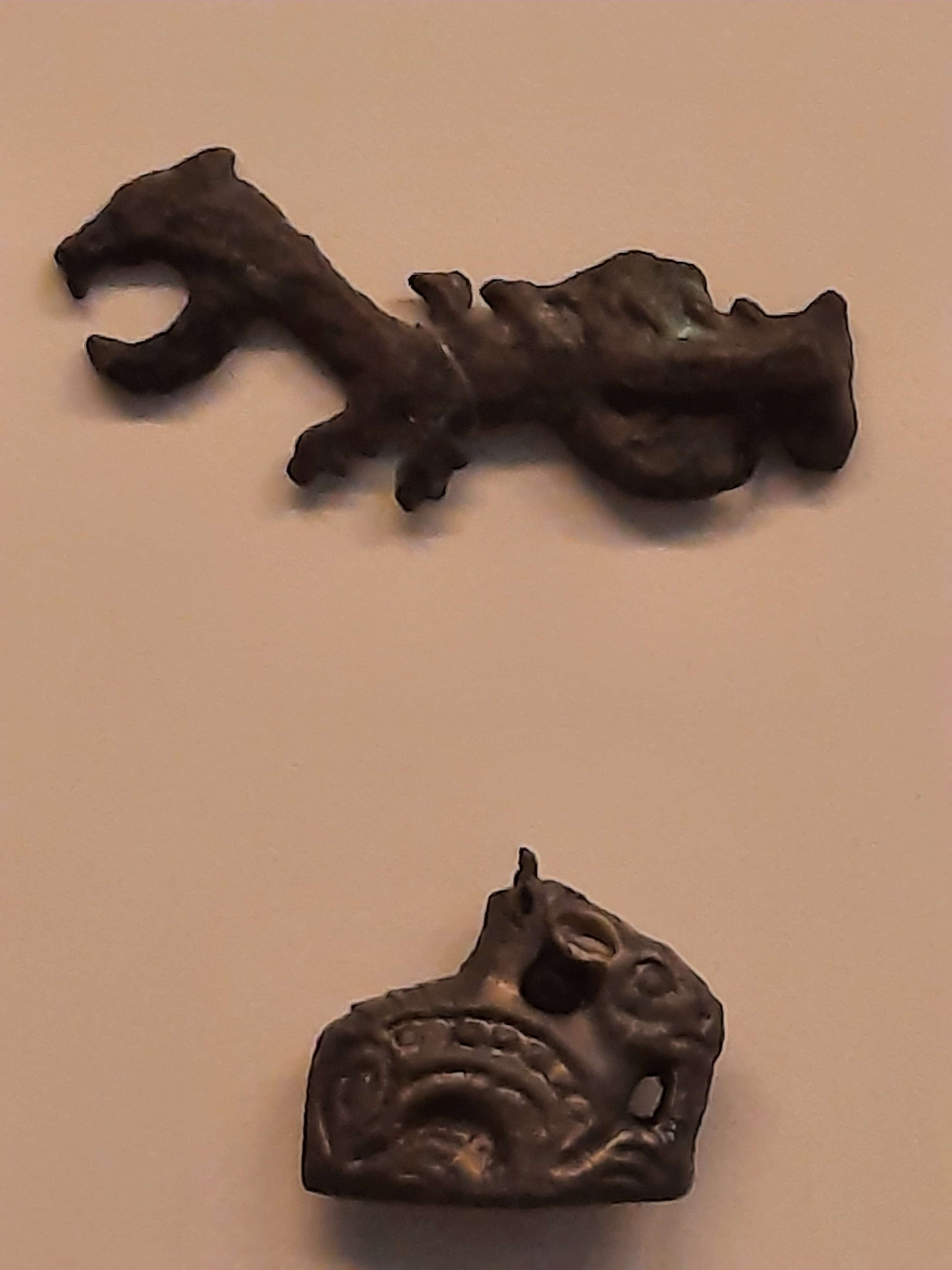
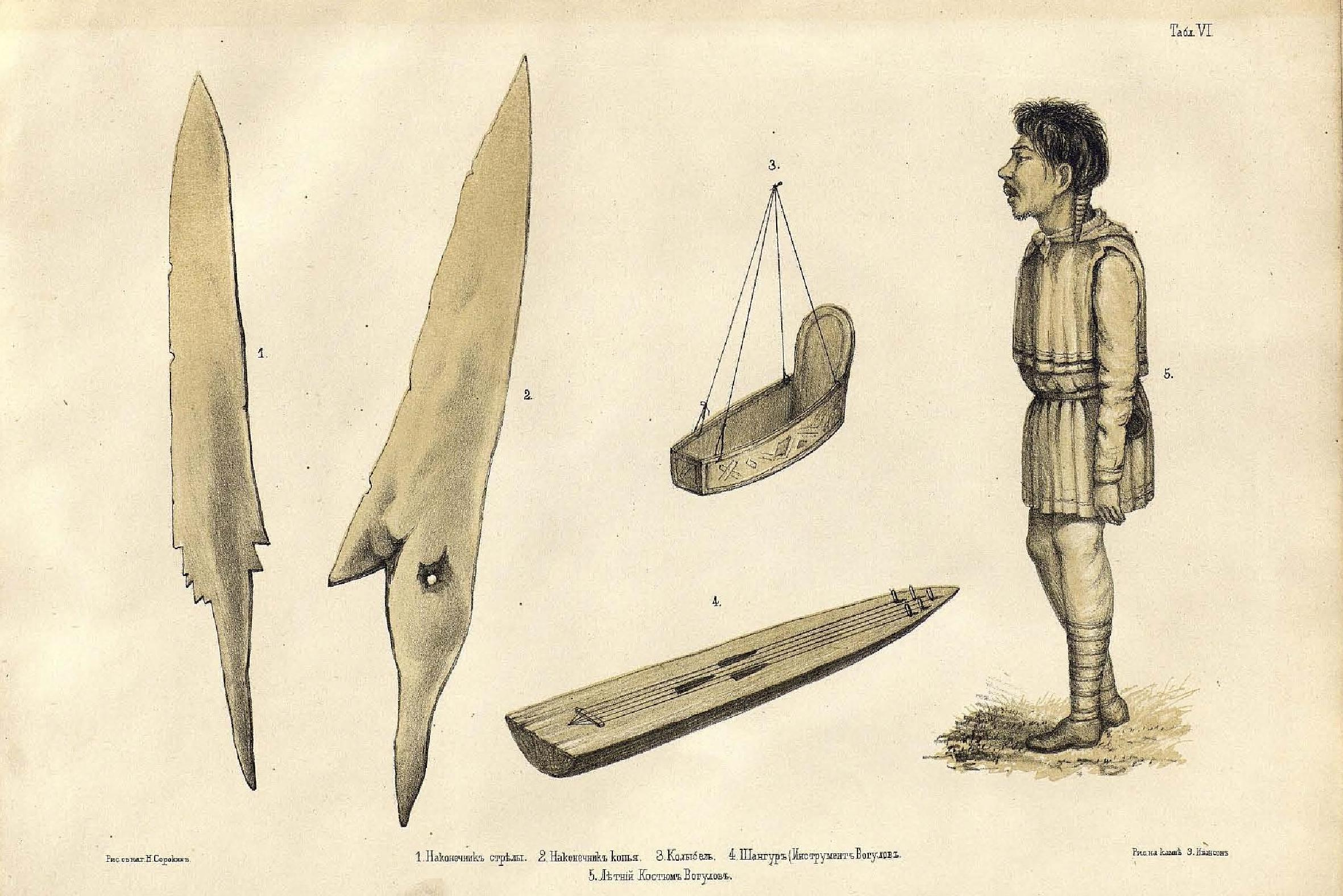
Предметы обихода манси
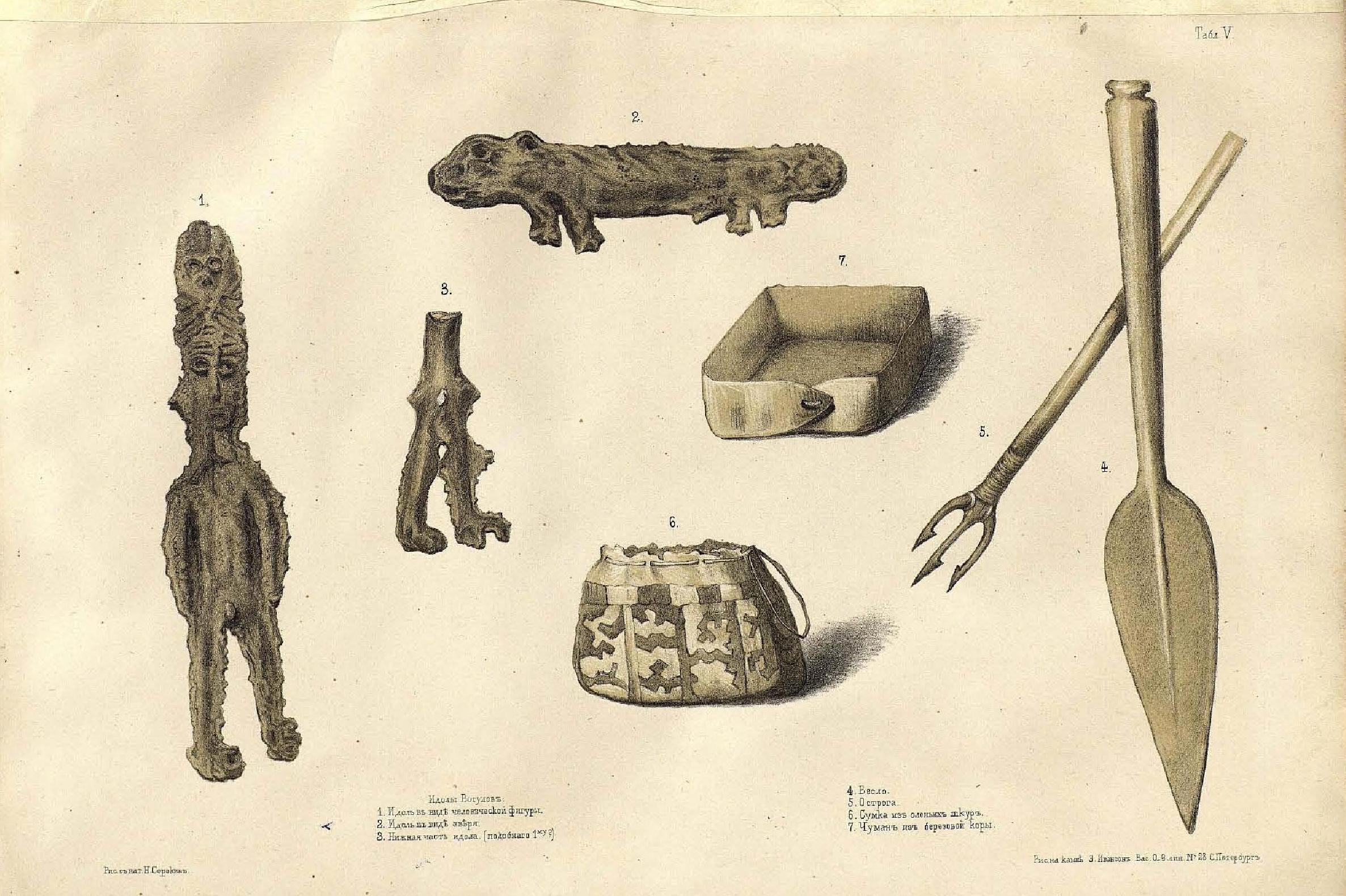
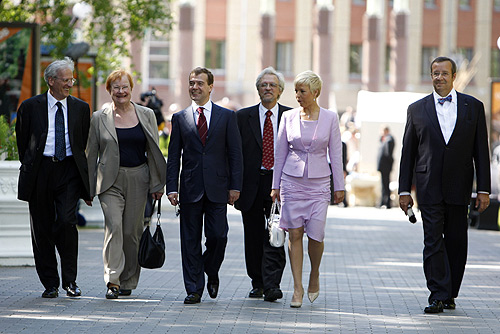
28 июня 2008, Ханты-Мансийск, саммит «Россия—ЕС». На этнической выставке-ярмарке «Город мастеров»

## Образование
Первым образовательным учреждением в городе является основанный в 1932 году как Педагогическое училище Ханты-Мансийский технолого-педагогический колледж.
В настоящий момент в Ханты-Мансийском автономном округе действует 30 высших учебных заведений, включая филиалы вузов других регионов России.
Больше всего, 12 филиалов вузов, действуют в самом крупном городе округа, Сургуте. В Ханты-Мансийске расположен Югорский государственный университет, имеющий свои филиалы в ряде городов ХМАО. Всего в городе действует 6 высших учебных заведений. В Нижневартовске действует 12 учреждений высшего образования (преимущественно инженерно-технической нефтегазовой специализации), являющиеся в основном филиалами крупнейших российских университетов. В Нефтеюганске действует 4 филиала инженерных вуза и 2 общегуманитарных.
Развита система техникумов и колледжей, где юношество получает начальное и среднее специальное техническое профессиональное образование. Система начала создаваться в 1930-е годы с организации педагогического училища, фельдшерско-акушерской и торгово-кооперативной школ, профессионально-технических училищ.
В каждом населённом пункте развёрнуты школы системы общего полного среднего образования. Кроме того, в административных центрах активно развиваются всевозможные частные образовательные учреждения дополнительного профессионального обучения, гражданской обороны, помощи в чрезвычайных ситуациях и пожарной безопасности, охранных структур.
В округе ведётся обучение коренных народов их родным языкам. В 1990-е годы резко возросло число детей, изучающих мансийский и хантыйский языки. Если в 1990 году мансийский язык в школах изучали 287 детей, а хантыйский — 1089 детей, то в 2003 году эти числа выросли до 1884 и 3098 учеников, соответственно. С 2016 года в ХМАО—Югре проводится «Фронтальный диктант» по языкам народов ханты, манси и ненцев.
Югра — один из немногих регионов России, оказывающий низкую поддержку олимпиадному движению школьников. Материальное вознаграждение непропорционально ВВП региона и не соответствует средним показателям выплат по другим субъектам.

## Здравоохранение
В 2016 году программа государственных гарантий оказания бесплатной медицинской помощи жителям Югры составила более 59 млрд рублей. Расходы на одного жителя увеличились до 36 тысяч в год.
По итогам 2016 года Югра входит в число субъектов-лидеров РФ с наилучшими показателями по естественному приросту населения. Коэффициент рождаемости (число родившихся на 1000 населения) составляет 15,8.
В Югре успешно реализуется программа «Земский доктор». С 2012 по 2016 годы на работу в округ приехали 244 врача, из них 200 — в сельские медицинские учреждения.
Автономный округ настойчиво развивает высокотехнологичную медицину. В 2016 году более 13 тысяч югорчан смогли получить высокотехнологичную медицинскую помощь, не выезжая за пределы Югры.
Учитывая крупную площадь региона, особое значение имеет развитие санитарной авиации. В Югре действует более 100 вертолётных площадок, где может приземлиться борт санитарной авиации, круглосуточно дежурит авиационная техника, которая обеспечивает эвакуацию более 2 тысяч пациентов в год.

### Физкультура и спорт
В Ханты-Мансийском автономном округе создано 26 центров тестирования в муниципальных образованиях и региональный центр ГТО для продвижения всероссийского физкультурно-спортивного комплекса ГТО .
В 2016 году условия для занятий физической культурой и спортом улучшились: в Югре были построены и открыты новые спортивные объекты. Среди них — ледовая арена и физкультурно-спортивный комплекс в Мегионе, комплекс для занятий водными видами спорта «Нефтяник» в Лангепасе, хоккейный корт крытого типа в Излучинске Нижневартовского района, спортивный комплекс в Горноправдинске Ханты-Мансийского района.
Автономный округ позиционирует себя как место крупных спортивных соревнований международного уровня. В марте 2003 года в Центре лыжного спорта им. Филипенко в Ханты-Мансийске впервые в России состоялся Чемпионат мира по биатлону, в 2011 году Ханты-Мансийск вновь принимал Чемпионат мира по биатлону. С 20 сентября по 4 октября 2010 года в Ханты-Мансийске прошла 39-я Шахматная олимпиада при участии 153 команд. XVIII зимние Сурдлимпийские игры открылись в Ханты-Мансийске 28 марта 2015 года. В них приняли участие 344 атлета из 27 стран мира. Одним из важных событий 2017 года в столице Югры стало проведение второй Всероссийской зимней Спартакиады инвалидов. Для проведения Спартакиады задействуются горнолыжный комплекс «Хвойный урман», «Центр зимних видов спорта имени Александра Филипенко» и Ледовый дворец.
24 марта — 2 апреля 2017 года состоялся Чемпионат России по лыжным гонкам в «Центре зимних видов спорта имени Александра Филипенко», в котором участвовало 600 спортсменов из 60 регионов Российской Федерации.
8 апреля 2017 года в Югре прошёл Международный лыжный марафон «Ugraloppet».

## Туризм
В Югре расположены значимые памятники истории и культуры, музеи, театры, археологические комплексы; для любителей культурно-познавательного, рекреационного и активного отдыха построена современная инфраструктура. Ханты-Мансийск является центром событийного туризма, здесь проводятся многочисленные международные мероприятия:
- спортивные чемпионаты мира и России — по биатлону, лыжным гонкам, шахматам, конкуру, хоккею[104];
- международный IT-форум с участием стран БРИКС и ШОС[105];
- международный фестиваль кинематографических дебютов «Дух огня»[106];
- международная экологическая акция «Спасти и сохранить»[107] и другие.

В 2017 году в Ханты-Мансийске было проведено мероприятие «Новогодняя столица России 2017—2018».
В автономном округе расположены два государственных природных заповедника: «Юганский» и «Малая Сосьва», 4 природных парка, 8 заказников. Специальные маршруты по экологическим тропам, организация эколого-этнографических экспедиций дают возможность туристам познакомиться с экосистемой региона и его историко-культурным наследием.
Две великие сибирские реки — Иртыш и Обь — сливаются в средней части Югры, образуя место с уникальной природой. Местные народы веками считали его священным. В 2013 году на месте слияния рек, в 20 км от Ханты-Мансийска, была установлена первая в России плавучая часовня-маяк, которую Святейший Патриарх Московский и всея Руси Кирилл освятил во имя Николая-чудотворца, покровителя моряков и путешественников.

## Религия

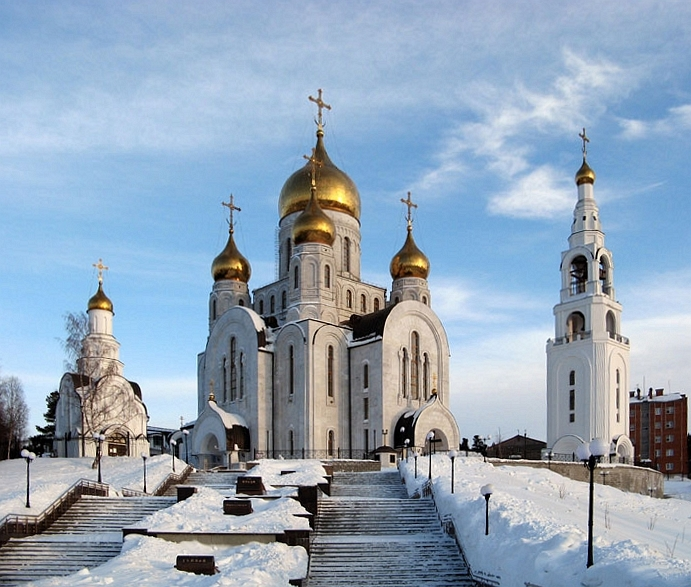
Православный кафедральный собор Воскресения Христова в Ханты-Мансийске. Православие является сегодня доминирующей религией в Югре.

По данным исследования 2012 года, 38,1 % населения Югры придерживается православия, 5 % являются внеконфессиональными христианами, 1 % населения указали, что придерживаются славянского родноверия и старообрядчества, остальные — придерживаются верований народов Севера (в основном это ханты и манси). В регионе доля мусульман (прежде всего здесь это татары) составляет 11 %. Кроме того, 23 % населения заявляет, что они сторонники духовности без религиозной идентификации, 11 % объявляют себя атеистами. 10,9 % не дали ответа на вопрос о своей религиозной или атеистической идентификации.
Ханты-Мансийская епархия была образована 30 мая 2011 года решением Священного синода с выделением её из состава Тобольско-Тюменской епархии. Епископом Ханты-Мансийским Синод избрал архимандрита Павла (Фокина), настоятеля Свято-Николаевского ставропигиального прихода Рима. Накануне нового, 2015 года, было решено в административных границах Белоярского, Берёзовского, Кондинского, Октябрьского и Советского районов, а также Югорска, Нягани и Урая образовать Югорскую епархию, выделив её из состава Ханты-Мансийской епархии. Епископом новообразованной епархии поставлен клирик Иркутской епархии архимандрит Фотий (Евтихеев), которому будет присвоен титул «Югорский и Няганьский». А в пределах Югры образована Ханты-Мансийская митрополия, включающая в себя Ханты-Мансийскую и Югорскую епархии. Главой её назначен митрополит Ханты-Мансийский и Сургутский Павел.

## Люди, связанные с округом
- Герои Первой мировой войны — полные Георгиевские кавалеры (1914—1916).
- Герои Советского Союза (Великая Отечественная война, 1941—1945).
- Полные кавалеры ордена Славы (Великая Отечественная война, 1941—1945).
- Герои Социалистического Труда (1938—1991).

### Почётные граждане
- Александр Васильевич Филипенко — первый губернатор Ханты-Мансийского автономного округа — Югры, почётный гражданин автономного округа[113]
- Борис Сергеевич Хохряков — председатель Думы Ханты-Мансийского автономного округа — Югры, почётный гражданин автономного округа (2020)[114].
- Сергей Петрович Маненков — глава Белоярского района, почётный гражданин автономного округа (2020)[114].

## Достопримечательности

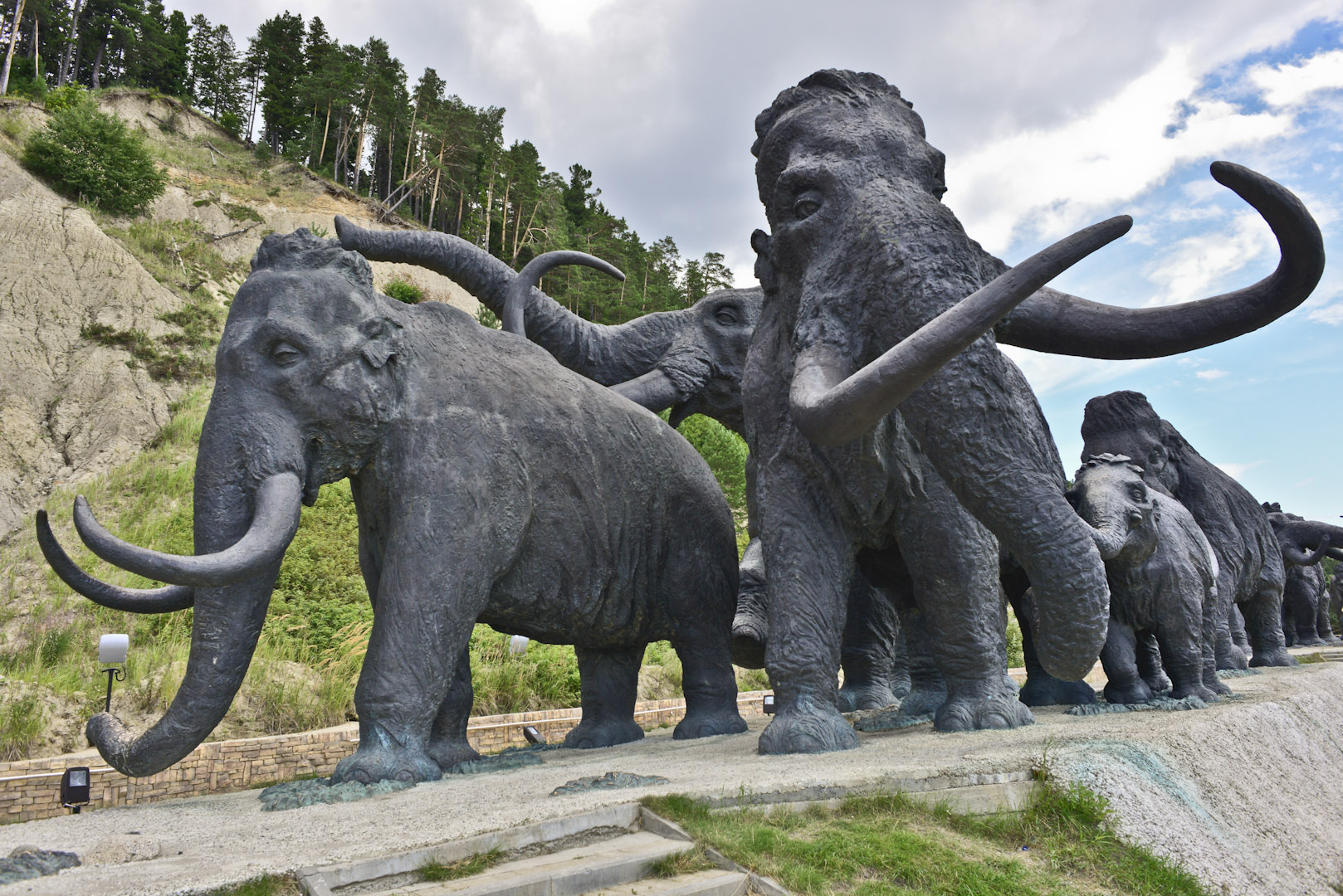
Археопарк в Ханты-Мансийске

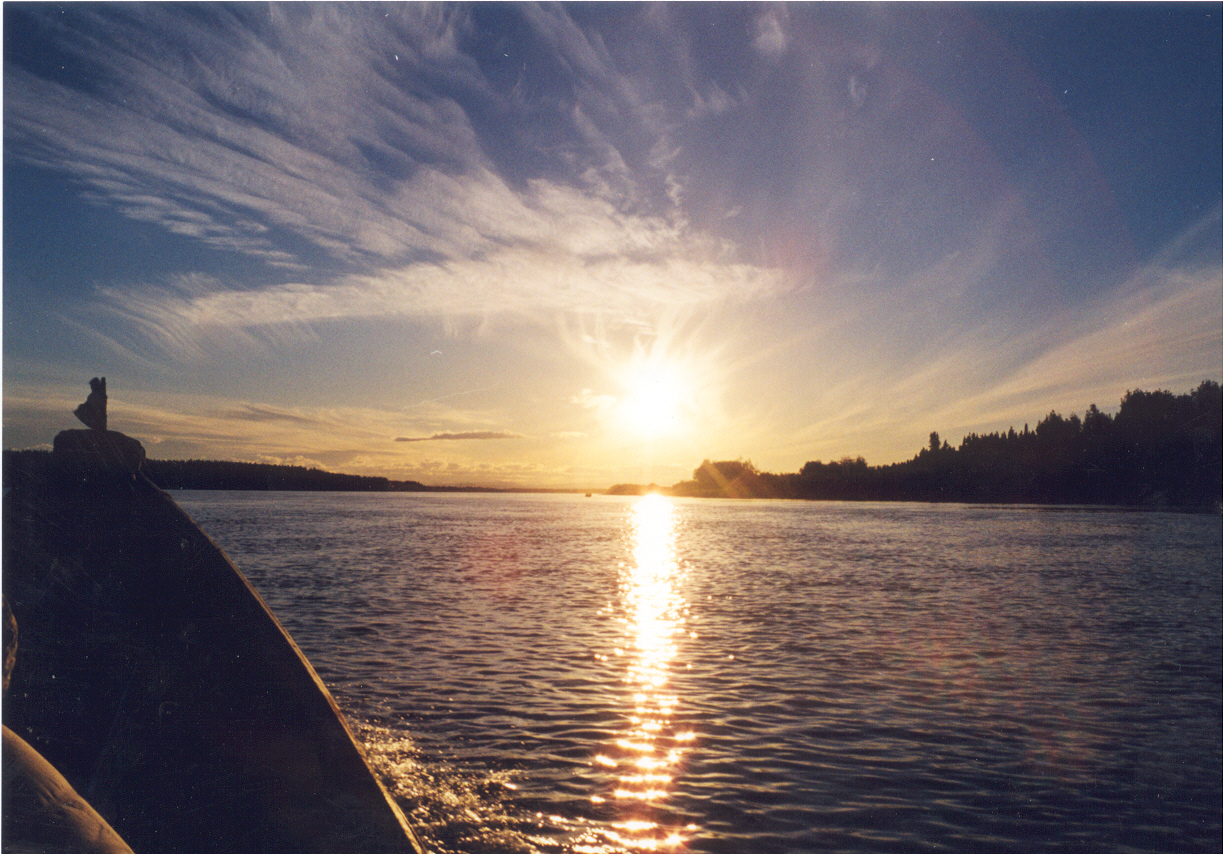
Вечерний пейзаж на реке Ляпин (Берёзовский район)

- Природный парк «Самаровский Чугас» находится в междуречье двух крупных рек Севера — Оби и Иртыша. Слово «Чугас» в переводе с языка народов ханты означает лесистый остров, который находится посреди поймы. Самарово — прежнее наименование Ханты-Мансийска. На территории Ханты-Мансийского автономного округа находится всего три объекта с наименованием «чугас»; самый красивый и известный из них — Самаровский.
- Археопарк — культурно-туристический комплекс, достопримечательность города Ханты-Мансийска. Является филиалом ханты-мансийского Музея природы и человека[115].
- Этнографический музей под открытым небом Торум Маа, открытый в 1987 году. Хранителями музея являются представители двух коренных народов округа — ханты и манси. Торум Маа расположен в месте слияния Оби и Иртыша. Само название музея «Торум Маа» в переводе с языка народов манси означает «Священная земля». Этнографический музей предлагает достоверную реконструкцию жизни и быта людей Севера. Каждое сооружение, находящееся здесь, выполняет несколько разных функций сразу.
- Берёзово — посёлок, центр Березовского района, один из первых населённых пунктов (1593 год), основанных русскими в Сибири. Долгое время служил местом ссылки; наиболее известными ссыльными были князь Александр Меншиков, князь Алексей Долгоруков с семьёй, граф Андрей Остерман, в XIX веке — декабристы, в начале XX века — революционеры. Из Берёзова бежал сосланный в Обдорск (Салехард) Лев Троцкий[20].
- Государственный художественный музей, находящийся в окружном центре, располагает наследием общенационального масштаба: это иконы XV—XVII веков, картины Ф. С. Рокотова, В. А. Тропинина, И. Е. Репина, И. К. Айвазовского, В. И. Сурикова, И. И. Левитана и т. д.
- Плавучая часовня в честь Николая Чудотворца на месте слияния Оби и Иртыша. Установлена в 2013 году, высота составляет 8 метров, вес — 10 тонн[116].
- Природный парк «Озеро Нумто». Из-за своей удалённости и труднодоступности район озера Нумто долгое время оставался неизученным; исследователи побывали в нём только в начале XX столетия. Озеро находится в небольшой долине, являющейся водоразделом четырёх рек. Район Нумто представляет собой тундру с большими сопками, между которыми расположены пески-зыбуны. В этих зыбунах, содержащих ключи, берут начало реки Казым, Надым, Пим и Тром-Юган.